# Amerikaans voetbalelftal (mannen)
Het voetbalelftal van de Verenigde Staten (Engels: United States men's national soccer team) is een team van voetballers dat de Verenigde Staten van Amerika vertegenwoordigt bij internationale wedstrijden zoals de (kwalificatie)wedstrijden voor het WK en de CONCACAF Gold Cup. Het land won zesmaal de CONCACAF Gold Cup en driemaal de CONCACAF Nations League.
De United States Soccer Federation werd in 1913 opgericht en is aangesloten bij de NAFU, de CONCACAF en de FIFA (sinds 1914). Het voetbalelftal van de Verenigde Staten behaalde in april 2006 met de 4e plaats de hoogste positie op de FIFA-wereldranglijst, in juli 2012 werd met de 36e plaats de laagste positie bereikt.

## Huidige selectie
De volgende 26 spelers werden opgenomen in de selectie voor de Copa América 2024.
Interlands en doelpunten bijgewerkt tot en met de wedstrijd tegen  Brazilië op 12 juni 2024.
| №           | Naam                   | Wed. | Dlpnt. | Club                     |
| ----------- | ---------------------- | ---- | ------ | ------------------------ |
| Doel        |                        |      |        |                          |
| 1           | Matt Turner            | 41   | 0      | Nottingham Forest        |
| 25          | Sean Johnson           | 13   | 0      | Toronto FC               |
| 18          | Ethan Horvath          | 9    | 0      | Cardiff City             |
| Verdediging |                        |      |        |                          |
| 13          | Tim Ream               | 58   | 1      | Fulham                   |
| 5           | Antonee Robinson       | 43   | 4      | Fulham                   |
| 12          | Miles Robinson         | 29   | 3      | FC Cincinnati            |
| 16          | Shaq Moore             | 19   | 1      | Nashville                |
| 3           | Chris Richards         | 18   | 1      | Crystal Palace           |
| 2           | Cameron Carter-Vickers | 17   | 0      | Celtic                   |
| 24          | Mark McKenzie          | 13   | 0      | Genk                     |
| 22          | Joe Scally             | 11   | 0      | Borussia Mönchengladbach |
| 23          | Kristoffer Lund        | 3    | 0      | Palermo                  |
| Middenveld  |                        |      |        |                          |
| 8           | Weston McKennie        | 53   | 11     | Juventus                 |
| 4           | Tyler Adams            | 39   | 2      | Bournemouth              |
| 6           | Yunus Musah            | 37   | 0      | AC Milan                 |
| 7           | Giovanni Reyna         | 28   | 8      | Nottingham Forest        |
| 14          | Luca de la Torre       | 21   | 0      | Celta de Vigo            |
| 15          | Johnny Cardoso         | 13   | 0      | Real Betis               |
| 17          | Malik Tillman          | 11   | 0      | PSV                      |
| Aanval      |                        |      |        |                          |
| 10          | Christian Pulisic      | 68   | 29     | AC Milan                 |
| 11          | Brenden Aaronson       | 41   | 8      | Union Berlin             |
| 21          | Timothy Weah           | 39   | 6      | Juventus                 |
| 9           | Ricardo Pepi           | 25   | 10     | PSV                      |
| 26          | Josh Sargent           | 23   | 5      | Norwich City             |
| 20          | Folarin Balogun        | 12   | 3      | AS Monaco                |
| 19          | Haji Wright            | 10   | 4      | Coventry City            |

## Deelname aan internationale toernooien

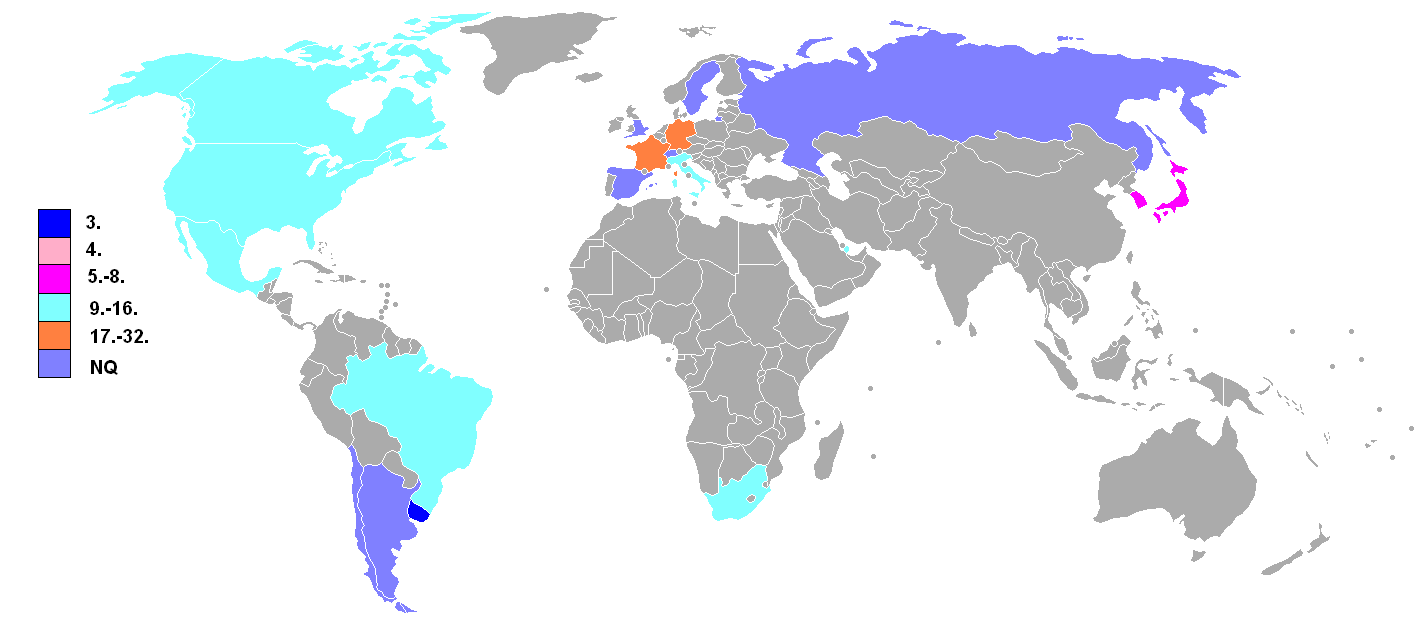
WK deelnames

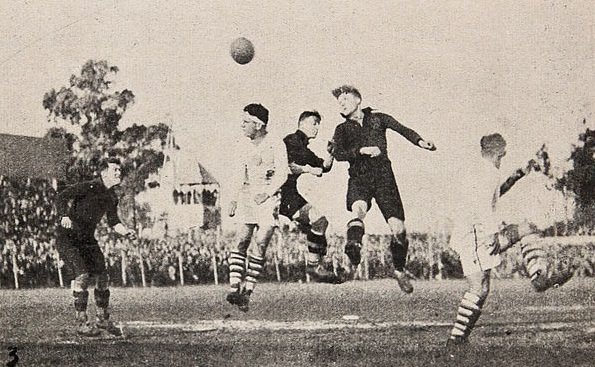
V.S. tegen België (WK 1930)

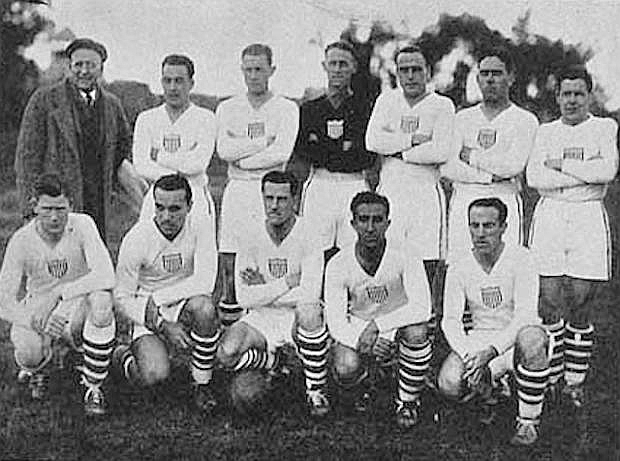
V.S. (WK 1930)

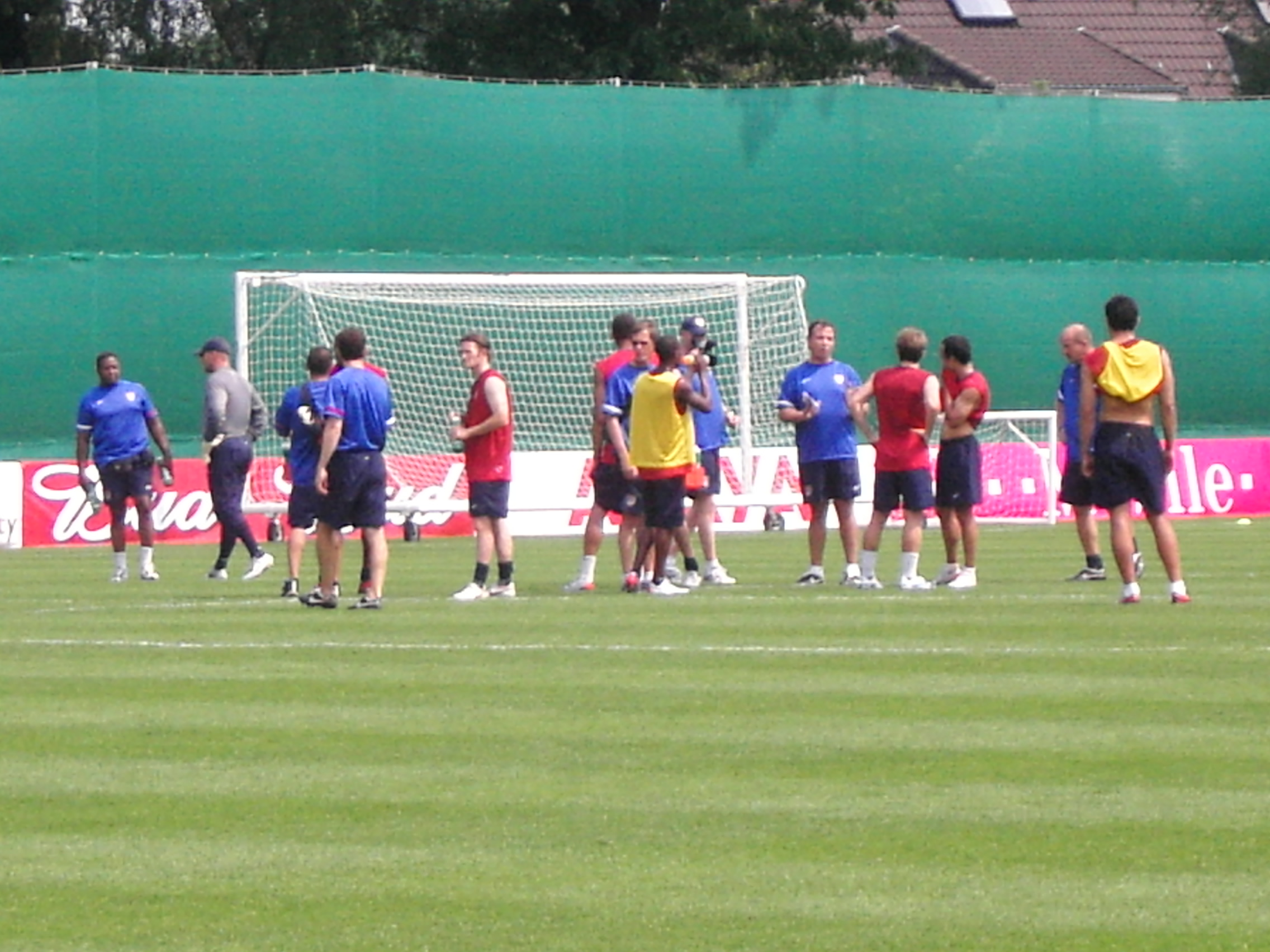
V.S. (WK 2006)

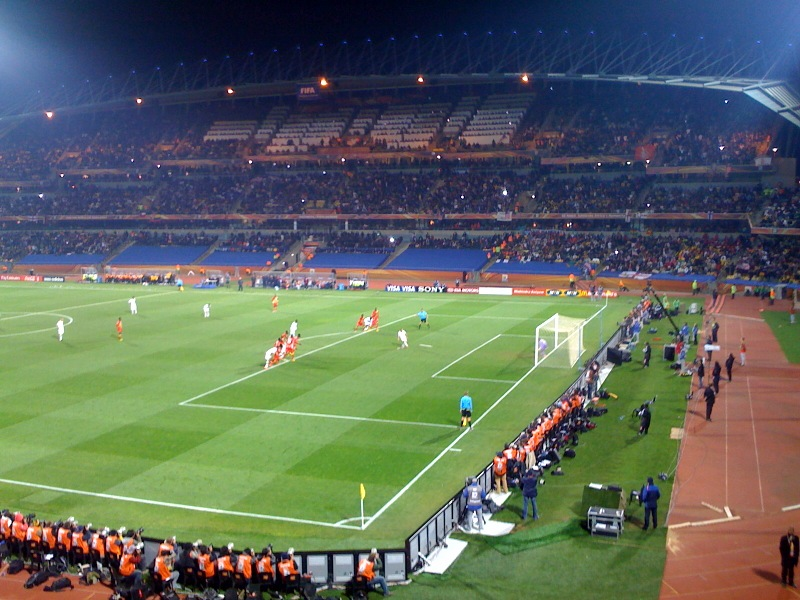
V.S. tegen Ghana (WK 2010)

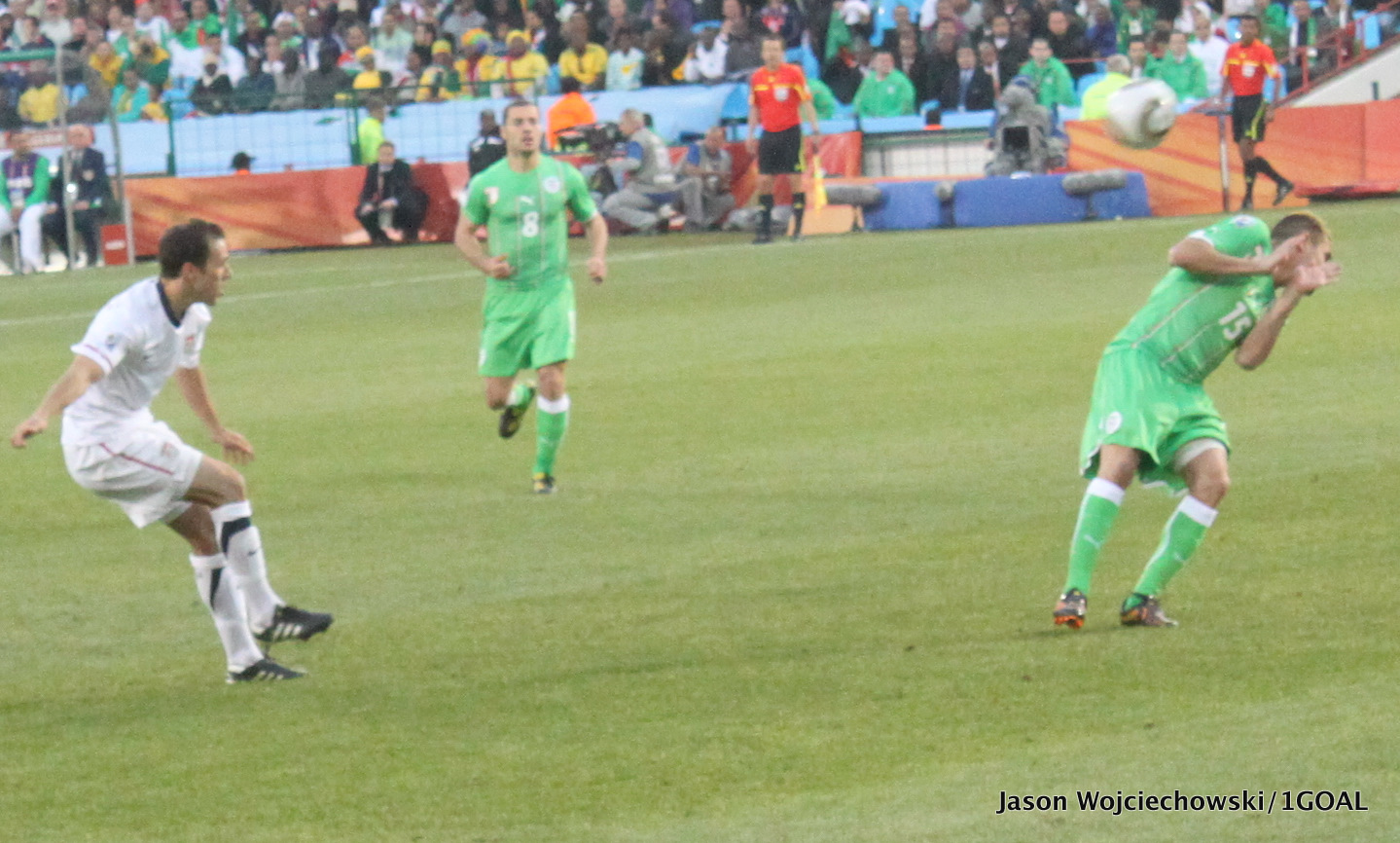
V.S. tegen Algerije (WK 2010)

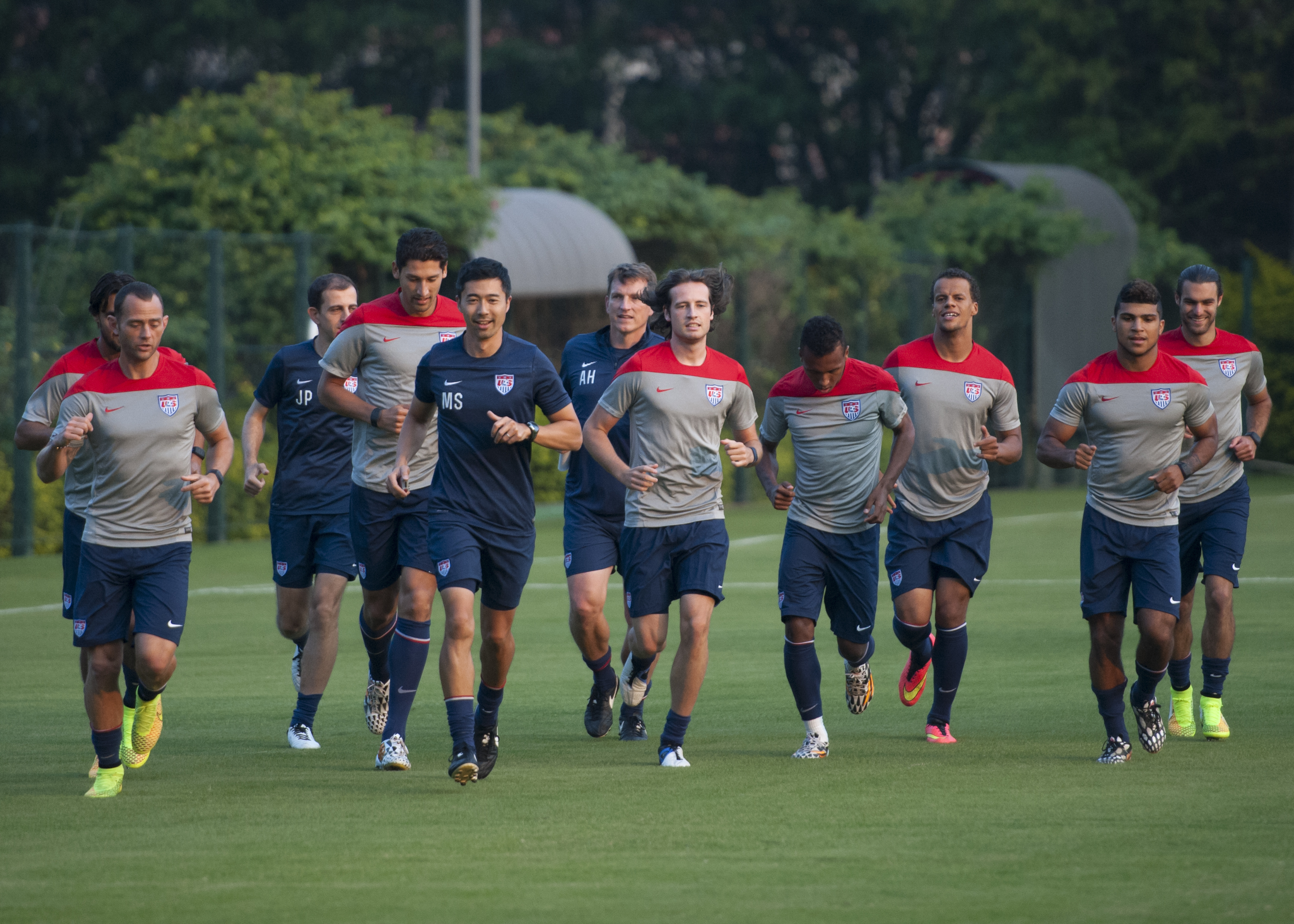
V.S., training (WK 2014)

Het voetbalelftal van de Verenigde Staten deed in 1930 voor het eerst mee aan het wereldkampioenschap voetbal. Het toernooi werd gehouden in Uruguay, plaatsing voor dit toernooi was niet nodig. De FIFA nodigde landen uit om mee te doen. In de groepsfase werd twee keer met 3–0 gewonnen, van België en Paraguay. In de halve finale ging het land echter onderuit tegen Argentinië (1–6). De V.S. werd derde in dat toernooi. In 1994 werd het WK gespeeld in de Verenigde Staten. Omdat het land ook regelmatig de Gold Cup wint mag het namens de CONCACAF deelnemen aan de Confederations Cup, in 2009 werd het beste resultaat behaald, de finale.

### Wereldkampioenschap
| Wereldkampioenschap voetbal overzicht | Wereldkampioenschap voetbal overzicht | Wereldkampioenschap voetbal overzicht | Wereldkampioenschap voetbal overzicht | Wereldkampioenschap voetbal overzicht | Wereldkampioenschap voetbal overzicht | Wereldkampioenschap voetbal overzicht | Wereldkampioenschap voetbal overzicht | Wereldkampioenschap voetbal overzicht |
| Jaar                                  | Ronde                                 | Wed.                                  | W                                     | G                                     | V                                     | DV                                    | DT                                    | Kwal                                  |
| ------------------------------------- | ------------------------------------- | ------------------------------------- | ------------------------------------- | ------------------------------------- | ------------------------------------- | ------------------------------------- | ------------------------------------- | ------------------------------------- |
| 1930                                  | Derde                                 | 3                                     | 2                                     | 0                                     | 1                                     | 7                                     | 6                                     |                                       |
| 1934                                  | Eerste ronde                          | 1                                     | 0                                     | 0                                     | 1                                     | 1                                     | 7                                     | (kwal.)                               |
| 1938                                  | Teruggetrokken                        | Teruggetrokken                        | Teruggetrokken                        | Teruggetrokken                        | Teruggetrokken                        | Teruggetrokken                        | Teruggetrokken                        | Teruggetrokken                        |
| 1950                                  | Groepsfase                            | 3                                     | 1                                     | 0                                     | 2                                     | 4                                     | 8                                     | (kwal.)                               |
| 1954                                  | Niet gekwalificeerd                   | Niet gekwalificeerd                   | Niet gekwalificeerd                   | Niet gekwalificeerd                   | Niet gekwalificeerd                   | Niet gekwalificeerd                   | Niet gekwalificeerd                   | Niet gekwalificeerd                   |
| 1958                                  | Niet gekwalificeerd                   | Niet gekwalificeerd                   | Niet gekwalificeerd                   | Niet gekwalificeerd                   | Niet gekwalificeerd                   | Niet gekwalificeerd                   | Niet gekwalificeerd                   | Niet gekwalificeerd                   |
| 1962                                  | Niet gekwalificeerd                   | Niet gekwalificeerd                   | Niet gekwalificeerd                   | Niet gekwalificeerd                   | Niet gekwalificeerd                   | Niet gekwalificeerd                   | Niet gekwalificeerd                   | Niet gekwalificeerd                   |
| 1966                                  | Niet gekwalificeerd                   | Niet gekwalificeerd                   | Niet gekwalificeerd                   | Niet gekwalificeerd                   | Niet gekwalificeerd                   | Niet gekwalificeerd                   | Niet gekwalificeerd                   | Niet gekwalificeerd                   |
| 1970                                  | Niet gekwalificeerd                   | Niet gekwalificeerd                   | Niet gekwalificeerd                   | Niet gekwalificeerd                   | Niet gekwalificeerd                   | Niet gekwalificeerd                   | Niet gekwalificeerd                   | Niet gekwalificeerd                   |
| 1974                                  | Niet gekwalificeerd                   | Niet gekwalificeerd                   | Niet gekwalificeerd                   | Niet gekwalificeerd                   | Niet gekwalificeerd                   | Niet gekwalificeerd                   | Niet gekwalificeerd                   | Niet gekwalificeerd                   |
| 1978                                  | Niet gekwalificeerd                   | Niet gekwalificeerd                   | Niet gekwalificeerd                   | Niet gekwalificeerd                   | Niet gekwalificeerd                   | Niet gekwalificeerd                   | Niet gekwalificeerd                   | Niet gekwalificeerd                   |
| 1982                                  | Niet gekwalificeerd                   | Niet gekwalificeerd                   | Niet gekwalificeerd                   | Niet gekwalificeerd                   | Niet gekwalificeerd                   | Niet gekwalificeerd                   | Niet gekwalificeerd                   | Niet gekwalificeerd                   |
| 1986                                  | Niet gekwalificeerd                   | Niet gekwalificeerd                   | Niet gekwalificeerd                   | Niet gekwalificeerd                   | Niet gekwalificeerd                   | Niet gekwalificeerd                   | Niet gekwalificeerd                   | Niet gekwalificeerd                   |
| 1990                                  | Groepsfase                            | 3                                     | 0                                     | 0                                     | 3                                     | 2                                     | 8                                     | (kwal.)                               |
| 1994                                  | Achtste finale                        | 4                                     | 1                                     | 1                                     | 2                                     | 3                                     | 4                                     |                                       |
| 1998                                  | Groepsfase                            | 3                                     | 0                                     | 0                                     | 3                                     | 1                                     | 5                                     | (kwal.)                               |
| 2002                                  | Kwartfinale                           | 5                                     | 2                                     | 1                                     | 2                                     | 7                                     | 7                                     | (kwal.)                               |
| 2006                                  | Groepsfase                            | 3                                     | 0                                     | 1                                     | 2                                     | 2                                     | 6                                     | (kwal.)                               |
| 2010                                  | Achtste finale                        | 4                                     | 1                                     | 2                                     | 1                                     | 5                                     | 5                                     | (kwal.)                               |
| 2014                                  | Achtste finale                        | 4                                     | 1                                     | 1                                     | 2                                     | 5                                     | 6                                     | (kwal.)                               |
| 2018                                  | Niet gekwalificeerd                   | Niet gekwalificeerd                   | Niet gekwalificeerd                   | Niet gekwalificeerd                   | Niet gekwalificeerd                   | Niet gekwalificeerd                   | Niet gekwalificeerd                   | Niet gekwalificeerd                   |
| 2022                                  | Achtste finale                        | 4                                     | 1                                     | 2                                     | 1                                     | 3                                     | 4                                     | (Kwal)                                |
| 2026                                  | Gekwalificeerd als gastland           | Gekwalificeerd als gastland           | Gekwalificeerd als gastland           | Gekwalificeerd als gastland           | Gekwalificeerd als gastland           | Gekwalificeerd als gastland           | Gekwalificeerd als gastland           |                                       |

### Confederations Cup

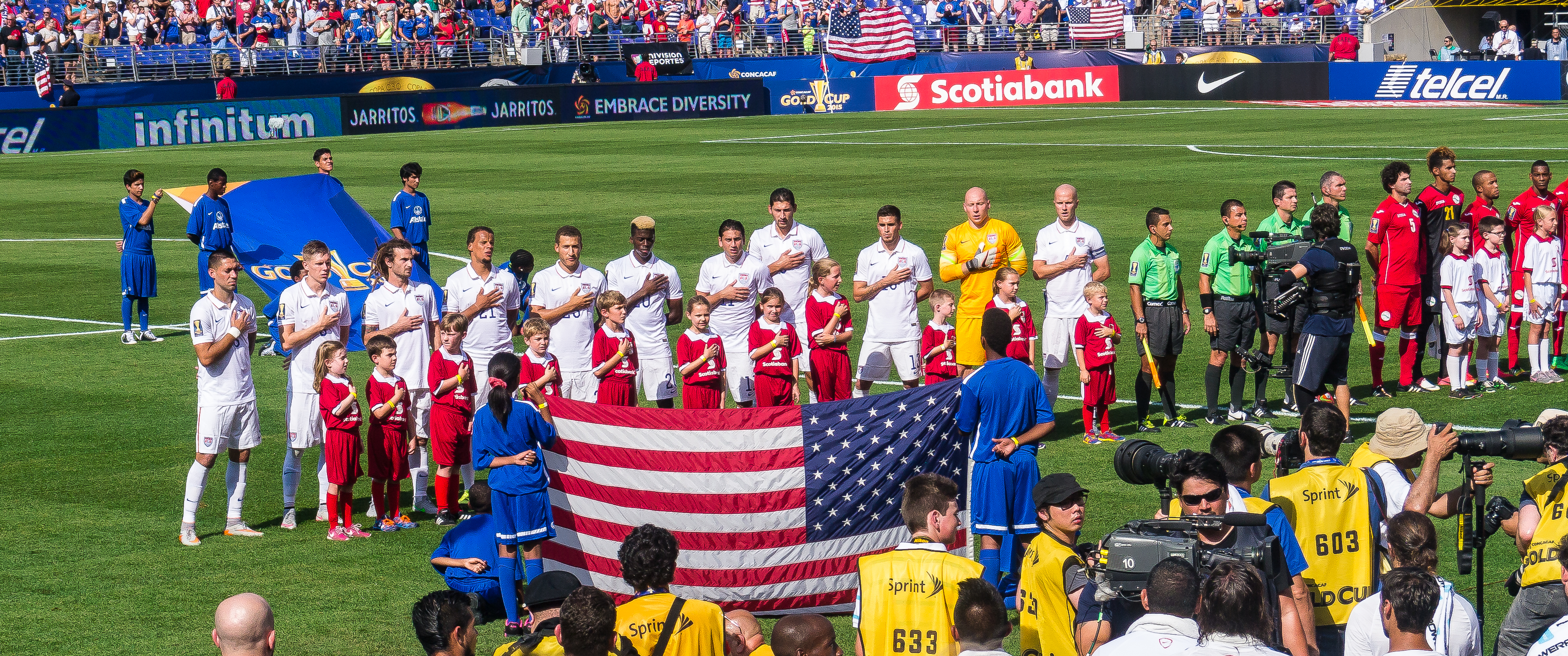
V.S. tegen Cuba (CONCACAF Cup 2015, kwartfinale)

| Koning Fahd Cup overzicht    | Koning Fahd Cup overzicht | Koning Fahd Cup overzicht | Koning Fahd Cup overzicht | Koning Fahd Cup overzicht | Koning Fahd Cup overzicht | Koning Fahd Cup overzicht | Koning Fahd Cup overzicht | Koning Fahd Cup overzicht |
| Jaar                         | Ronde                     | Wed.                      | W                         | G                         | V                         | DV                        | DT                        |                           |
| ---------------------------- | ------------------------- | ------------------------- | ------------------------- | ------------------------- | ------------------------- | ------------------------- | ------------------------- | ------------------------- |
| 1992                         | Derde                     | 2                         | 1                         | 0                         | 1                         | 5                         | 5                         |                           |
| 1995                         | Geen deelname             | Geen deelname             | Geen deelname             | Geen deelname             | Geen deelname             | Geen deelname             | Geen deelname             |                           |
| Confederations Cup overzicht |                           |                           |                           |                           |                           |                           |                           |                           |
| 1997                         | Geen deelname             | Geen deelname             | Geen deelname             | Geen deelname             | Geen deelname             | Geen deelname             | Geen deelname             |                           |
| 1999                         | Derde                     | 5                         | 3                         | 0                         | 2                         | 5                         | 3                         |                           |
| 2001                         | Geen deelname             | Geen deelname             | Geen deelname             | Geen deelname             | Geen deelname             | Geen deelname             | Geen deelname             |                           |
| 2003                         | Groepsfase                | 3                         | 0                         | 1                         | 2                         | 1                         | 3                         |                           |
| 2005                         | Geen deelname             | Geen deelname             | Geen deelname             | Geen deelname             | Geen deelname             | Geen deelname             | Geen deelname             |                           |
| 2009                         | Tweede                    | 5                         | 2                         | 0                         | 3                         | 8                         | 9                         |                           |
| 2013                         | Geen deelname             | Geen deelname             | Geen deelname             | Geen deelname             | Geen deelname             | Geen deelname             | Geen deelname             |                           |
| 2017                         | Geen deelname             | Geen deelname             | Geen deelname             | Geen deelname             | Geen deelname             | Geen deelname             | Geen deelname             |                           |

### CONCACAF Gold Cup
Sinds het bestaan de Gold Cup wordt het toernooi ieder jaar gespeeld in de Verenigde Staten. Het toernooi werd vijf keer gewonnen door de V.S.
| CONCACAF-kampioenschap overzicht | CONCACAF-kampioenschap overzicht | CONCACAF-kampioenschap overzicht | CONCACAF-kampioenschap overzicht | CONCACAF-kampioenschap overzicht | CONCACAF-kampioenschap overzicht | CONCACAF-kampioenschap overzicht | CONCACAF-kampioenschap overzicht | CONCACAF-kampioenschap overzicht |
| Jaar                             | Ronde                            | Wed.                             | W                                | G                                | V                                | DV                               | DT                               | Kwal                             |
| -------------------------------- | -------------------------------- | -------------------------------- | -------------------------------- | -------------------------------- | -------------------------------- | -------------------------------- | -------------------------------- | -------------------------------- |
| 1969                             | Niet gekwalificeerd              | Niet gekwalificeerd              | Niet gekwalificeerd              | Niet gekwalificeerd              | Niet gekwalificeerd              | Niet gekwalificeerd              | Niet gekwalificeerd              | Niet gekwalificeerd              |
| 1971                             | Geen deelname                    | Geen deelname                    | Geen deelname                    | Geen deelname                    | Geen deelname                    | Geen deelname                    | Geen deelname                    | Geen deelname                    |
| 1973                             | Niet gekwalificeerd              | Niet gekwalificeerd              | Niet gekwalificeerd              | Niet gekwalificeerd              | Niet gekwalificeerd              | Niet gekwalificeerd              | Niet gekwalificeerd              | Niet gekwalificeerd              |
| 1977                             | Niet gekwalificeerd              | Niet gekwalificeerd              | Niet gekwalificeerd              | Niet gekwalificeerd              | Niet gekwalificeerd              | Niet gekwalificeerd              | Niet gekwalificeerd              | Niet gekwalificeerd              |
| 1981                             | Niet gekwalificeerd              | Niet gekwalificeerd              | Niet gekwalificeerd              | Niet gekwalificeerd              | Niet gekwalificeerd              | Niet gekwalificeerd              | Niet gekwalificeerd              | Niet gekwalificeerd              |
| 1985                             | Groepsfase                       | 4                                | 2                                | 1                                | 1                                | 4                                | 3                                |                                  |
| 1989                             | Tweede                           | 5                                | 4                                | 1                                | 0                                | 10                               | 3                                | (Kwal.)                          |
| CONCACAF Gold Cup overzicht      |                                  |                                  |                                  |                                  |                                  |                                  |                                  |                                  |
| Jaar                             | Ronde                            | Wed.                             | W                                | G                                | V                                | DV                               | DT                               | Kwal                             |
| 1991                             | Kampioen                         | 5                                | 4                                | 1                                | 0                                | 10                               | 3                                |                                  |
| 1993                             | Tweede                           | 5                                | 4                                | 0                                | 1                                | 5                                | 5                                |                                  |
| 1996                             | Derde                            | 4                                | 3                                | 0                                | 1                                | 8                                | 3                                |                                  |
| 1998                             | Tweede                           | 4                                | 3                                | 0                                | 1                                | 6                                | 2                                |                                  |
| 2000                             | Kwartfinale                      | 3                                | 2                                | 1                                | 0                                | 6                                | 2                                |                                  |
| 2002                             | Kampioen                         | 5                                | 4                                | 1                                | 0                                | 9                                | 1                                |                                  |
| 2003                             | Derde                            | 5                                | 4                                | 0                                | 1                                | 3                                | 4                                |                                  |
| 2005                             | Kampioen                         | 6                                | 4                                | 2                                | 0                                | 11                               | 3                                |                                  |
| 2007                             | Kampioen                         | 6                                | 6                                | 0                                | 0                                | 13                               | 4                                |                                  |
| 2009                             | Tweede                           | 6                                | 4                                | 1                                | 1                                | 12                               | 8                                |                                  |
| 2011                             | Tweede                           | 6                                | 4                                | 0                                | 2                                | 9                                | 6                                |                                  |
| 2013                             | Kampioen                         | 6                                | 6                                | 0                                | 0                                | 20                               | 4                                |                                  |
| 2015                             | Vierde                           | 6                                | 3                                | 2                                | 1                                | 12                               | 4                                |                                  |
| 2017                             | Kampioen                         | 6                                | 5                                | 1                                | 0                                | 13                               | 4                                |                                  |
| 2019                             | Tweede                           | 6                                | 5                                | 0                                | 1                                | 15                               | 2                                | (Kwal.)                          |
| 2021                             | Kampioen                         | 6                                | 6                                | 0                                | 0                                | 11                               | 1                                | (Kwal.)                          |
| 2023                             | Halve finale                     | 5                                | 2                                | 3                                | 0                                | 16                               | 4                                | (Kwal.)                          |
| 2025                             | Tweede                           | 6                                | 4                                | 1                                | 1                                | 13                               | 6                                | (Kwal.)                          |

### CONCACAF Nations League
| CONCACAF Nations League | CONCACAF Nations League | CONCACAF Nations League | CONCACAF Nations League | CONCACAF Nations League | CONCACAF Nations League | CONCACAF Nations League | CONCACAF Nations League | CONCACAF Nations League | CONCACAF Nations League | CONCACAF Nations League | CONCACAF Nations League | CONCACAF Nations League | CONCACAF Nations League | CONCACAF Nations League | CONCACAF Nations League | CONCACAF Nations League | CONCACAF Nations League |
| Groepsfase              | Groepsfase              | Groepsfase              | Groepsfase              | Groepsfase              | Groepsfase              | Groepsfase              | Groepsfase              | Groepsfase              |                         | Finaleronde             | Finaleronde             | Finaleronde             | Finaleronde             | Finaleronde             | Finaleronde             | Finaleronde             | Finaleronde             |
| Jaar                    | Div.                    | Wed.                    | W                       | G                       | V                       | DV                      | DT                      | Res.                    | Jaar                    | Wed.                    | W                       | G                       | V                       | DV                      | DT                      | Res.                    |                         |
| ----------------------- | ----------------------- | ----------------------- | ----------------------- | ----------------------- | ----------------------- | ----------------------- | ----------------------- | ----------------------- | ----------------------- | ----------------------- | ----------------------- | ----------------------- | ----------------------- | ----------------------- | ----------------------- | ----------------------- | ----------------------- |
| 2019–20                 | A                       | 4                       | 3                       | 0                       | 1                       | 15                      | 3                       | A                       | 2020                    | 2                       | 2                       | 0                       | 0                       | 4                       | 2                       | 1e                      |                         |
| 2022–23                 | A                       | 4                       | 3                       | 1                       | 0                       | 14                      | 2                       | A                       | 2023                    | 2                       | 2                       | 0                       | 0                       | 5                       | 0                       | 1e                      |                         |
| 2023–24                 | bye                     | bye                     | bye                     | bye                     | bye                     | bye                     | bye                     | bye                     | 2024                    | 4                       | 3                       | 0                       | 1                       | 9                       | 3                       | 1e                      |                         |
| 2024–25                 | bye                     | bye                     | bye                     | bye                     | bye                     | bye                     | bye                     | bye                     | 2025                    | 4                       | 2                       | 0                       | 2                       | 6                       | 5                       | 4e                      |                         |

### NAFC-kampioenschap
Het NAFC-kampioenschap was een kampioenschap voor landen die lid waren van de North American Football Confederation (NAFC). Inmiddels is dit toernooi opgeheven en vervangen door de Gold Cup. 
| NAFC-kampioenschap overzicht | NAFC-kampioenschap overzicht | NAFC-kampioenschap overzicht | NAFC-kampioenschap overzicht | NAFC-kampioenschap overzicht | NAFC-kampioenschap overzicht | NAFC-kampioenschap overzicht | NAFC-kampioenschap overzicht | NAFC-kampioenschap overzicht |
| Jaar                         | Ronde                        | Wed.                         | W                            | G                            | V                            | DV                           | DT                           |                              |
| ---------------------------- | ---------------------------- | ---------------------------- | ---------------------------- | ---------------------------- | ---------------------------- | ---------------------------- | ---------------------------- | ---------------------------- |
| 1947                         | Derde                        | 2                            | 0                            | 0                            | 2                            | 2                            | 10                           |                              |
| 1949                         | Tweede                       | 4                            | 1                            | 1                            | 2                            | 8                            | 15                           |                              |
| 1990                         | Derde                        | 2                            | 0                            | 0                            | 2                            | 0                            | 2                            |                              |
| 1991                         | Tweede                       | 4                            | 2                            | 1                            | 1                            | 4                            | 2                            |                              |

### Copa América
De Copa América is eigenlijk een Zuid-Amerikaans voetbaltoernooi, maar er worden regelmatig ook landen van buiten dat werelddeel uitgenodigd. In 2016 was er een speciale editie van Copa América (Copa América Centenario) ter ere van het 100-jarig bestaan van de CONMEBOL. De Verenigde Staten organiseerden dat toernooi.
In 2024 deden ze opnieuw mee als gastland, waarin ze in de groepsfase werden uitgeschakeld.
| Copa América overzicht | Copa América overzicht | Copa América overzicht | Copa América overzicht | Copa América overzicht | Copa América overzicht | Copa América overzicht | Copa América overzicht | Copa América overzicht |
| Jaar                   | Ronde                  | Wed.                   | W                      | G                      | V                      | DV                     | DT                     |                        |
| ---------------------- | ---------------------- | ---------------------- | ---------------------- | ---------------------- | ---------------------- | ---------------------- | ---------------------- | ---------------------- |
| 1993                   | Groepsfase             | 3                      | 0                      | 1                      | 2                      | 3                      | 6                      |                        |
| 1995                   | Vierde                 | 6                      | 2                      | 1                      | 3                      | 6                      | 7                      |                        |
| 2007                   | Groepsfase             | 3                      | 0                      | 0                      | 3                      | 2                      | 8                      |                        |
| 2016                   | Vierde                 | 6                      | 3                      | 0                      | 3                      | 7                      | 8                      |                        |
| 2024                   | Groepsfase             | 3                      | 1                      | 0                      | 2                      | 3                      | 3                      |                        |

## FIFA-wereldranglijst[3]
| 1993 | 1994 | 1995 | 1996 | 1997 | 1998 | 1999 | 2000 | 2001 | 2002 | 2003 | 2004 | 2005 | 2006 | 2007 | 2008 | 2009 | 2010 | 2011 | 2012 | 2013 | 2014 | 2015 | 2016 | 2017 | 2018 |
| ---- | ---- | ---- | ---- | ---- | ---- | ---- | ---- | ---- | ---- | ---- | ---- | ---- | ---- | ---- | ---- | ---- | ---- | ---- | ---- | ---- | ---- | ---- | ---- | ---- | ---- |
| 22   | 23   | 19   | 18   | 26   | 23   | 22   | 16   | 24   | 10   | 11   | 11   | 8    | 31   | 19   | 22   | 14   | 18   | 34   | 28   | 14   | 27   | 32   | 28   | 24   | 25   |

## Meeste interlands

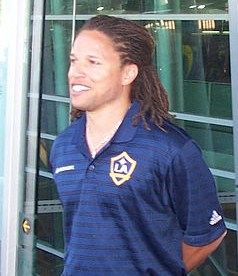
Cobi Jones is de voetballer met de meeste interlands voor de Verenigde Staten.

|    | Speler           | Carrière  | Interlands | Goals |
| -- | ---------------- | --------- | ---------- | ----- |
| 1  | Cobi Jones       | 1992–2004 | 164        | 15    |
| 2  | Landon Donovan   | 2000–2014 | 157        | 57    |
| 3  | Michael Bradley  | 2006–2019 | 151        | 17    |
| 4  | Clint Dempsey    | 2004–2017 | 141        | 57    |
| 5  | Jeff Agoos       | 1988–2003 | 134        | 4     |
| 6  | Marcelo Balboa   | 1988–2000 | 127        | 13    |
| 7  | DaMarcus Beasley | 2001–2017 | 126        | 17    |
| 8  | Tim Howard       | 2002–2017 | 121        | 0     |
| 9  | Jozy Altidore    | 2007–2019 | 115        | 42    |
| 10 | Claudio Reyna    | 1994–2006 | 112        | 8     |

## Topscorers
| Clint Dempsey                                                                   |  | Landon Donovan |
| Clint Dempsey en Landon Donovan zijn gedeeld topscorer van de Verenigde Staten. |  |                |

|    | Speler            | Carrière   | Goals | Interlands | Moyenne |
| -- | ----------------- | ---------- | ----- | ---------- | ------- |
| 1  | Clint Dempsey     | 2004-2017  | 57    | 141        | 0,40    |
| 1  | Landon Donovan    | 2000-2014  | 57    | 157        | 0,36    |
| 3  | Jozy Altidore     | 2007-2019  | 42    | 115        | 0,37    |
| 4  | Eric Wynalda      | 1990-2000  | 34    | 106        | 0,32    |
| 5  | Brian McBride     | 1993-2006  | 30    | 95         | 0,31    |
| 6  | Christian Pulisic | 2016-heden | 29    | 68         | 0,43    |
| 7  | Joe-Max Moore     | 1992-2002  | 24    | 100        | 0,24    |
| 8  | Bruce Murray      | 1985-1993  | 21    | 85         | 0,24    |
| 9  | Eddie Johnson     | 2004-2014  | 19    | 63         | 0,30    |
| 10 | Earnie Stewart    | 1990-2004  | 17    | 101        | 0,16    |
| 10 | DaMarcus Beasley  | 2001-2017  | 17    | 126        | 0,13    |
| 10 | Michael Bradley   | 2006-2019  | 17    | 151        | 0,11    |

Vetgedrukte spelers zijn nog steeds actief als profvoetballer

## Selecties

### Wereldkampioenschap
| Selectie van de Verenigde Staten bij het Wereldkampioenschap 1998 | Selectie van de Verenigde Staten bij het Wereldkampioenschap 1998 | Selectie van de Verenigde Staten bij het Wereldkampioenschap 1998 | Selectie van de Verenigde Staten bij het Wereldkampioenschap 1998 | Selectie van de Verenigde Staten bij het Wereldkampioenschap 1998 | Selectie van de Verenigde Staten bij het Wereldkampioenschap 1998 | Selectie van de Verenigde Staten bij het Wereldkampioenschap 1998 | Selectie van de Verenigde Staten bij het Wereldkampioenschap 1998 | Selectie van de Verenigde Staten bij het Wereldkampioenschap 1998 |
| №                                                                 | Naam                                                              | Wed.                                                              | Dlpnt.                                                            | Club                                                              |                                                                   |                                                                   |                                                                   |                                                                   |
| ----------------------------------------------------------------- | ----------------------------------------------------------------- | ----------------------------------------------------------------- | ----------------------------------------------------------------- | ----------------------------------------------------------------- | ----------------------------------------------------------------- | ----------------------------------------------------------------- | ----------------------------------------------------------------- | ----------------------------------------------------------------- |
| Doel                                                              |                                                                   |                                                                   |                                                                   |                                                                   |                                                                   |                                                                   |                                                                   |                                                                   |
| 1                                                                 | Brad Friedel                                                      |                                                                   |                                                                   | Liverpool                                                         |                                                                   |                                                                   |                                                                   |                                                                   |
| 16                                                                | Juergen Sommer                                                    |                                                                   |                                                                   | Columbus Crew                                                     |                                                                   |                                                                   |                                                                   |                                                                   |
| 18                                                                | Kasey Keller                                                      |                                                                   |                                                                   | Leicester City                                                    |                                                                   |                                                                   |                                                                   |                                                                   |
| Verdediging                                                       |                                                                   |                                                                   |                                                                   |                                                                   |                                                                   |                                                                   |                                                                   |                                                                   |
| 2                                                                 | Frankie Hejduk                                                    |                                                                   |                                                                   | Tampa Bay Mutiny                                                  |                                                                   |                                                                   |                                                                   |                                                                   |
| 3                                                                 | Eddie Pope                                                        |                                                                   |                                                                   | D.C. United                                                       |                                                                   |                                                                   |                                                                   |                                                                   |
| 4                                                                 | Mike Burns                                                        |                                                                   |                                                                   | New England Revolution                                            |                                                                   |                                                                   |                                                                   |                                                                   |
| 5                                                                 | Thomas Dooley                                                     |                                                                   |                                                                   | Columbus Crew                                                     |                                                                   |                                                                   |                                                                   |                                                                   |
| 6                                                                 | David Régis                                                       |                                                                   |                                                                   | Karlsruher SC                                                     |                                                                   |                                                                   |                                                                   |                                                                   |
| 12                                                                | Jeff Agoos                                                        |                                                                   |                                                                   | D.C. United                                                       |                                                                   |                                                                   |                                                                   |                                                                   |
| 17                                                                | Marcelo Balboa                                                    |                                                                   |                                                                   | Colorado Rapids                                                   |                                                                   |                                                                   |                                                                   |                                                                   |
| 22                                                                | Alexi Lalas                                                       |                                                                   |                                                                   | NY MetroStars                                                     |                                                                   |                                                                   |                                                                   |                                                                   |
| Middenveld                                                        |                                                                   |                                                                   |                                                                   |                                                                   |                                                                   |                                                                   |                                                                   |                                                                   |
| 8                                                                 | Earnie Stewart                                                    |                                                                   |                                                                   | NAC Breda                                                         |                                                                   |                                                                   |                                                                   |                                                                   |
| 10                                                                | Tab Ramos                                                         |                                                                   |                                                                   | NY MetroStars                                                     |                                                                   |                                                                   |                                                                   |                                                                   |
| 13                                                                | Cobi Jones                                                        |                                                                   |                                                                   | Los Angeles Galaxy                                                |                                                                   |                                                                   |                                                                   |                                                                   |
| 15                                                                | Chad Deering                                                      |                                                                   |                                                                   | VfL Wolfsburg                                                     |                                                                   |                                                                   |                                                                   |                                                                   |
| 19                                                                | Brian Maisonneuve                                                 |                                                                   |                                                                   | Columbus Crew                                                     |                                                                   |                                                                   |                                                                   |                                                                   |
| 21                                                                | Claudio Reyna                                                     |                                                                   |                                                                   | VfL Wolfsburg                                                     |                                                                   |                                                                   |                                                                   |                                                                   |
| Aanval                                                            |                                                                   |                                                                   |                                                                   |                                                                   |                                                                   |                                                                   |                                                                   |                                                                   |
| 7                                                                 | Roy Wegerle                                                       |                                                                   |                                                                   | Tampa Bay Mutiny                                                  |                                                                   |                                                                   |                                                                   |                                                                   |
| 9                                                                 | Joe-Max Moore                                                     |                                                                   |                                                                   | New England Revolution                                            |                                                                   |                                                                   |                                                                   |                                                                   |
| 11                                                                | Eric Wynalda                                                      |                                                                   |                                                                   | San Jose Clash                                                    |                                                                   |                                                                   |                                                                   |                                                                   |
| 14                                                                | Preki Radosavljevic                                               |                                                                   |                                                                   | Kansas City Wizards                                               |                                                                   |                                                                   |                                                                   |                                                                   |
| 20                                                                | Brian McBride                                                     |                                                                   |                                                                   | Columbus Crew                                                     |                                                                   |                                                                   |                                                                   |                                                                   |
| Bondscoach: Steve Sampson                                         |                                                                   |                                                                   |                                                                   |                                                                   |                                                                   |                                                                   |                                                                   |                                                                   |

| Selectie van de Verenigde Staten bij het Wereldkampioenschap 2002 | Selectie van de Verenigde Staten bij het Wereldkampioenschap 2002 | Selectie van de Verenigde Staten bij het Wereldkampioenschap 2002 | Selectie van de Verenigde Staten bij het Wereldkampioenschap 2002 | Selectie van de Verenigde Staten bij het Wereldkampioenschap 2002 | Selectie van de Verenigde Staten bij het Wereldkampioenschap 2002 | Selectie van de Verenigde Staten bij het Wereldkampioenschap 2002 | Selectie van de Verenigde Staten bij het Wereldkampioenschap 2002 | Selectie van de Verenigde Staten bij het Wereldkampioenschap 2002 |
| №                                                                 | Naam                                                              | Wed.                                                              | Dlpnt.                                                            | Club                                                              |                                                                   |                                                                   |                                                                   |                                                                   |
| ----------------------------------------------------------------- | ----------------------------------------------------------------- | ----------------------------------------------------------------- | ----------------------------------------------------------------- | ----------------------------------------------------------------- | ----------------------------------------------------------------- | ----------------------------------------------------------------- | ----------------------------------------------------------------- | ----------------------------------------------------------------- |
| Doel                                                              |                                                                   |                                                                   |                                                                   |                                                                   |                                                                   |                                                                   |                                                                   |                                                                   |
| 1                                                                 | Brad Friedel                                                      |                                                                   |                                                                   | Blackburn Rovers                                                  |                                                                   |                                                                   |                                                                   |                                                                   |
| 18                                                                | Kasey Keller                                                      |                                                                   |                                                                   | Tottenham Hotspur                                                 |                                                                   |                                                                   |                                                                   |                                                                   |
| 19                                                                | Tony Meola                                                        |                                                                   |                                                                   | Kansas City Wizards                                               |                                                                   |                                                                   |                                                                   |                                                                   |
| Verdediging                                                       |                                                                   |                                                                   |                                                                   |                                                                   |                                                                   |                                                                   |                                                                   |                                                                   |
| 2                                                                 | Frankie Hejduk                                                    |                                                                   |                                                                   | Bayer Leverkusen                                                  |                                                                   |                                                                   |                                                                   |                                                                   |
| 3                                                                 | Gregg Berhalter                                                   |                                                                   |                                                                   | Crystal Palace                                                    |                                                                   |                                                                   |                                                                   |                                                                   |
| 4                                                                 | Pablo Mastroeni                                                   |                                                                   |                                                                   | Colorado Rapids                                                   |                                                                   |                                                                   |                                                                   |                                                                   |
| 6                                                                 | David Régis                                                       |                                                                   |                                                                   | FC Metz                                                           |                                                                   |                                                                   |                                                                   |                                                                   |
| 12                                                                | Jeff Agoos                                                        |                                                                   |                                                                   | San Jose Earthquakes                                              |                                                                   |                                                                   |                                                                   |                                                                   |
| 14                                                                | Steven Cherundolo                                                 |                                                                   |                                                                   | Hannover 96                                                       |                                                                   |                                                                   |                                                                   |                                                                   |
| 16                                                                | Carlos Llamosa                                                    |                                                                   |                                                                   | New England Revolution                                            |                                                                   |                                                                   |                                                                   |                                                                   |
| 22                                                                | Tony Sanneh                                                       |                                                                   |                                                                   | 1. FC Nürnberg                                                    |                                                                   |                                                                   |                                                                   |                                                                   |
| 23                                                                | Eddie Pope                                                        |                                                                   |                                                                   | DC United                                                         |                                                                   |                                                                   |                                                                   |                                                                   |
| Middenveld                                                        |                                                                   |                                                                   |                                                                   |                                                                   |                                                                   |                                                                   |                                                                   |                                                                   |
| 5                                                                 | John O'Brien                                                      |                                                                   |                                                                   | AFC Ajax                                                          |                                                                   |                                                                   |                                                                   |                                                                   |
| 7                                                                 | Eddie Lewis                                                       |                                                                   |                                                                   | Fulham                                                            |                                                                   |                                                                   |                                                                   |                                                                   |
| 8                                                                 | Earnie Stewart                                                    |                                                                   |                                                                   | NAC Breda                                                         |                                                                   |                                                                   |                                                                   |                                                                   |
| 10                                                                | Claudio Reyna                                                     |                                                                   |                                                                   | Sunderland                                                        |                                                                   |                                                                   |                                                                   |                                                                   |
| 13                                                                | Cobi Jones                                                        |                                                                   |                                                                   | Los Angeles Galaxy                                                |                                                                   |                                                                   |                                                                   |                                                                   |
| 17                                                                | DaMarcus Beasley                                                  |                                                                   |                                                                   | Chicago Fire                                                      |                                                                   |                                                                   |                                                                   |                                                                   |
| 21                                                                | Landon Donovan                                                    |                                                                   |                                                                   | San Jose Earthquakes                                              |                                                                   |                                                                   |                                                                   |                                                                   |
| Aanval                                                            |                                                                   |                                                                   |                                                                   |                                                                   |                                                                   |                                                                   |                                                                   |                                                                   |
| 9                                                                 | Joe-Max Moore                                                     |                                                                   |                                                                   | Everton                                                           |                                                                   |                                                                   |                                                                   |                                                                   |
| 11                                                                | Clint Mathis                                                      |                                                                   |                                                                   | MetroStars                                                        |                                                                   |                                                                   |                                                                   |                                                                   |
| 15                                                                | Josh Wolff                                                        |                                                                   |                                                                   | Chicago Fire                                                      |                                                                   |                                                                   |                                                                   |                                                                   |
| 20                                                                | Brian McBride                                                     |                                                                   |                                                                   | Columbus Crew                                                     |                                                                   |                                                                   |                                                                   |                                                                   |
| Bondscoach: Bruce Arena                                           |                                                                   |                                                                   |                                                                   |                                                                   |                                                                   |                                                                   |                                                                   |                                                                   |

| Selectie van de Verenigde Staten bij het Wereldkampioenschap 2006 | Selectie van de Verenigde Staten bij het Wereldkampioenschap 2006 | Selectie van de Verenigde Staten bij het Wereldkampioenschap 2006 | Selectie van de Verenigde Staten bij het Wereldkampioenschap 2006 | Selectie van de Verenigde Staten bij het Wereldkampioenschap 2006 | Selectie van de Verenigde Staten bij het Wereldkampioenschap 2006 | Selectie van de Verenigde Staten bij het Wereldkampioenschap 2006 | Selectie van de Verenigde Staten bij het Wereldkampioenschap 2006 | Selectie van de Verenigde Staten bij het Wereldkampioenschap 2006 |
| №                                                                 | Naam                                                              | Wed.                                                              | Dlpnt.                                                            | Club                                                              |                                                                   |                                                                   |                                                                   |                                                                   |
| ----------------------------------------------------------------- | ----------------------------------------------------------------- | ----------------------------------------------------------------- | ----------------------------------------------------------------- | ----------------------------------------------------------------- | ----------------------------------------------------------------- | ----------------------------------------------------------------- | ----------------------------------------------------------------- | ----------------------------------------------------------------- |
| Doel                                                              |                                                                   |                                                                   |                                                                   |                                                                   |                                                                   |                                                                   |                                                                   |                                                                   |
| 1                                                                 | Tim Howard                                                        |                                                                   |                                                                   | Manchester United                                                 |                                                                   |                                                                   |                                                                   |                                                                   |
| 18                                                                | Kasey Keller                                                      |                                                                   |                                                                   | Borussia M'gladbach                                               |                                                                   |                                                                   |                                                                   |                                                                   |
| 19                                                                | Marcus Hahnemann                                                  |                                                                   |                                                                   | Reading                                                           |                                                                   |                                                                   |                                                                   |                                                                   |
| Verdediging                                                       |                                                                   |                                                                   |                                                                   |                                                                   |                                                                   |                                                                   |                                                                   |                                                                   |
| 2                                                                 | Chris Albright                                                    |                                                                   |                                                                   | Los Angeles Galaxy                                                |                                                                   |                                                                   |                                                                   |                                                                   |
| 3                                                                 | Carlos Bocanegra                                                  |                                                                   |                                                                   | Fulham                                                            |                                                                   |                                                                   |                                                                   |                                                                   |
| 4                                                                 | Pablo Mastroeni                                                   |                                                                   |                                                                   | Colorado Rapids                                                   |                                                                   |                                                                   |                                                                   |                                                                   |
| 5                                                                 | John O'Brien                                                      |                                                                   |                                                                   | Chivas USA                                                        |                                                                   |                                                                   |                                                                   |                                                                   |
| 6                                                                 | Steven Cherundolo                                                 |                                                                   |                                                                   | Hannover 96                                                       |                                                                   |                                                                   |                                                                   |                                                                   |
| 12                                                                | Gregg Berhalter                                                   |                                                                   |                                                                   | Energie Cottbus                                                   |                                                                   |                                                                   |                                                                   |                                                                   |
| 13                                                                | Jimmy Conrad                                                      |                                                                   |                                                                   | Kansas City Wizards                                               |                                                                   |                                                                   |                                                                   |                                                                   |
| 22                                                                | Oguchi Onyewu                                                     |                                                                   |                                                                   | Standard Luik                                                     |                                                                   |                                                                   |                                                                   |                                                                   |
| 23                                                                | Eddie Pope                                                        |                                                                   |                                                                   | Real Salt Lake                                                    |                                                                   |                                                                   |                                                                   |                                                                   |
| Middenveld                                                        |                                                                   |                                                                   |                                                                   |                                                                   |                                                                   |                                                                   |                                                                   |                                                                   |
| 7                                                                 | Eddie Lewis                                                       |                                                                   |                                                                   | Leeds United                                                      |                                                                   |                                                                   |                                                                   |                                                                   |
| 8                                                                 | Clint Dempsey                                                     |                                                                   |                                                                   | New England Revolution                                            |                                                                   |                                                                   |                                                                   |                                                                   |
| 10                                                                | Claudio Reyna                                                     |                                                                   |                                                                   | Manchester City                                                   |                                                                   |                                                                   |                                                                   |                                                                   |
| 14                                                                | Ben Olsen                                                         |                                                                   |                                                                   | DC United                                                         |                                                                   |                                                                   |                                                                   |                                                                   |
| 15                                                                | Bobby Convey                                                      |                                                                   |                                                                   | Reading                                                           |                                                                   |                                                                   |                                                                   |                                                                   |
| 17                                                                | DaMarcus Beasley                                                  |                                                                   |                                                                   | PSV Eindhoven                                                     |                                                                   |                                                                   |                                                                   |                                                                   |
| 21                                                                | Landon Donovan                                                    |                                                                   |                                                                   | Los Angeles Galaxy                                                |                                                                   |                                                                   |                                                                   |                                                                   |
| Aanval                                                            |                                                                   |                                                                   |                                                                   |                                                                   |                                                                   |                                                                   |                                                                   |                                                                   |
| 9                                                                 | Eddie Johnson                                                     |                                                                   |                                                                   | Kansas City Wizards                                               |                                                                   |                                                                   |                                                                   |                                                                   |
| 11                                                                | Brian Ching                                                       |                                                                   |                                                                   | Houston Dynamo                                                    |                                                                   |                                                                   |                                                                   |                                                                   |
| 16                                                                | Josh Wolff                                                        |                                                                   |                                                                   | Kansas City Wizards                                               |                                                                   |                                                                   |                                                                   |                                                                   |
| 20                                                                | Brian McBride                                                     |                                                                   |                                                                   | Fulham                                                            |                                                                   |                                                                   |                                                                   |                                                                   |
| Bondscoach: Bruce Arena                                           |                                                                   |                                                                   |                                                                   |                                                                   |                                                                   |                                                                   |                                                                   |                                                                   |

| Selectie van de Verenigde Staten bij het Wereldkampioenschap 2010 | Selectie van de Verenigde Staten bij het Wereldkampioenschap 2010 | Selectie van de Verenigde Staten bij het Wereldkampioenschap 2010 | Selectie van de Verenigde Staten bij het Wereldkampioenschap 2010 | Selectie van de Verenigde Staten bij het Wereldkampioenschap 2010 | Selectie van de Verenigde Staten bij het Wereldkampioenschap 2010 | Selectie van de Verenigde Staten bij het Wereldkampioenschap 2010 | Selectie van de Verenigde Staten bij het Wereldkampioenschap 2010 | Selectie van de Verenigde Staten bij het Wereldkampioenschap 2010 |
| №                                                                 | Naam                                                              | Wed.                                                              | Dlpnt.                                                            | Club                                                              |                                                                   |                                                                   |                                                                   |                                                                   |
| ----------------------------------------------------------------- | ----------------------------------------------------------------- | ----------------------------------------------------------------- | ----------------------------------------------------------------- | ----------------------------------------------------------------- | ----------------------------------------------------------------- | ----------------------------------------------------------------- | ----------------------------------------------------------------- | ----------------------------------------------------------------- |
| Doel                                                              |                                                                   |                                                                   |                                                                   |                                                                   |                                                                   |                                                                   |                                                                   |                                                                   |
| 1                                                                 | Tim Howard                                                        |                                                                   |                                                                   | Everton                                                           |                                                                   |                                                                   |                                                                   |                                                                   |
| 18                                                                | Brad Guzan                                                        |                                                                   |                                                                   | Aston Villa                                                       |                                                                   |                                                                   |                                                                   |                                                                   |
| 23                                                                | Marcus Hahnemann                                                  |                                                                   |                                                                   | Wolverhampton W.                                                  |                                                                   |                                                                   |                                                                   |                                                                   |
| Verdediging                                                       |                                                                   |                                                                   |                                                                   |                                                                   |                                                                   |                                                                   |                                                                   |                                                                   |
| 2                                                                 | Jonathan Spector                                                  |                                                                   |                                                                   | West Ham United                                                   |                                                                   |                                                                   |                                                                   |                                                                   |
| 3                                                                 | Carlos Bocanegra                                                  |                                                                   |                                                                   | Stade Rennes                                                      |                                                                   |                                                                   |                                                                   |                                                                   |
| 5                                                                 | Oguchi Onyewu                                                     |                                                                   |                                                                   | AC Milan                                                          |                                                                   |                                                                   |                                                                   |                                                                   |
| 6                                                                 | Steven Cherundolo                                                 |                                                                   |                                                                   | Hannover 96                                                       |                                                                   |                                                                   |                                                                   |                                                                   |
| 12                                                                | Jonathan Bornstein                                                |                                                                   |                                                                   | Chivas USA                                                        |                                                                   |                                                                   |                                                                   |                                                                   |
| 15                                                                | Jay DeMerit                                                       |                                                                   |                                                                   | Watford                                                           |                                                                   |                                                                   |                                                                   |                                                                   |
| 21                                                                | Clarence Goodson                                                  |                                                                   |                                                                   | IK Start                                                          |                                                                   |                                                                   |                                                                   |                                                                   |
| Middenveld                                                        |                                                                   |                                                                   |                                                                   |                                                                   |                                                                   |                                                                   |                                                                   |                                                                   |
| 4                                                                 | Michael Bradley                                                   |                                                                   |                                                                   | Borussia M'gladbach                                               |                                                                   |                                                                   |                                                                   |                                                                   |
| 7                                                                 | DaMarcus Beasley                                                  |                                                                   |                                                                   | Rangers                                                           |                                                                   |                                                                   |                                                                   |                                                                   |
| 8                                                                 | Clint Dempsey                                                     |                                                                   |                                                                   | Fulham FC                                                         |                                                                   |                                                                   |                                                                   |                                                                   |
| 10                                                                | Landon Donovan                                                    |                                                                   |                                                                   | Los Angeles Galaxy                                                |                                                                   |                                                                   |                                                                   |                                                                   |
| 11                                                                | Stuart Holden                                                     |                                                                   |                                                                   | Bolton Wanderers                                                  |                                                                   |                                                                   |                                                                   |                                                                   |
| 13                                                                | Ricardo Clark                                                     |                                                                   |                                                                   | Eintracht Frankfurt                                               |                                                                   |                                                                   |                                                                   |                                                                   |
| 16                                                                | José Francisco Torres                                             |                                                                   |                                                                   | CF Pachuca                                                        |                                                                   |                                                                   |                                                                   |                                                                   |
| 19                                                                | Maurice Edu                                                       |                                                                   |                                                                   | Rangers                                                           |                                                                   |                                                                   |                                                                   |                                                                   |
| 22                                                                | Benny Feilhaber                                                   |                                                                   |                                                                   | Aarhus GF                                                         |                                                                   |                                                                   |                                                                   |                                                                   |
| Aanval                                                            |                                                                   |                                                                   |                                                                   |                                                                   |                                                                   |                                                                   |                                                                   |                                                                   |
| 9                                                                 | Hérculez Gómez                                                    |                                                                   |                                                                   | Puebla FC                                                         |                                                                   |                                                                   |                                                                   |                                                                   |
| 14                                                                | Edson Buddle                                                      |                                                                   |                                                                   | Los Angeles Galaxy                                                |                                                                   |                                                                   |                                                                   |                                                                   |
| 17                                                                | Jozy Altidore                                                     |                                                                   |                                                                   | Hull City                                                         |                                                                   |                                                                   |                                                                   |                                                                   |
| 20                                                                | Robbie Findley                                                    |                                                                   |                                                                   | Real Salt Lake                                                    |                                                                   |                                                                   |                                                                   |                                                                   |
| Bondscoach: Bob Bradley                                           |                                                                   |                                                                   |                                                                   |                                                                   |                                                                   |                                                                   |                                                                   |                                                                   |

| Selectie van de Verenigde Staten bij het Wereldkampioenschap 2014 | Selectie van de Verenigde Staten bij het Wereldkampioenschap 2014 | Selectie van de Verenigde Staten bij het Wereldkampioenschap 2014 | Selectie van de Verenigde Staten bij het Wereldkampioenschap 2014 | Selectie van de Verenigde Staten bij het Wereldkampioenschap 2014 | Selectie van de Verenigde Staten bij het Wereldkampioenschap 2014 | Selectie van de Verenigde Staten bij het Wereldkampioenschap 2014 | Selectie van de Verenigde Staten bij het Wereldkampioenschap 2014 | Selectie van de Verenigde Staten bij het Wereldkampioenschap 2014 |
| №                                                                 | Naam                                                              | Wed.                                                              | Dlpnt.                                                            | Club                                                              |                                                                   |                                                                   |                                                                   |                                                                   |
| ----------------------------------------------------------------- | ----------------------------------------------------------------- | ----------------------------------------------------------------- | ----------------------------------------------------------------- | ----------------------------------------------------------------- | ----------------------------------------------------------------- | ----------------------------------------------------------------- | ----------------------------------------------------------------- | ----------------------------------------------------------------- |
| Doel                                                              |                                                                   |                                                                   |                                                                   |                                                                   |                                                                   |                                                                   |                                                                   |                                                                   |
| 1                                                                 | Tim Howard                                                        |                                                                   |                                                                   | Everton                                                           |                                                                   |                                                                   |                                                                   |                                                                   |
| 12                                                                | Brad Guzan                                                        |                                                                   |                                                                   | Aston Villa                                                       |                                                                   |                                                                   |                                                                   |                                                                   |
| 22                                                                | Nick Rimando                                                      |                                                                   |                                                                   | Real Salt Lake                                                    |                                                                   |                                                                   |                                                                   |                                                                   |
| Verdediging                                                       |                                                                   |                                                                   |                                                                   |                                                                   |                                                                   |                                                                   |                                                                   |                                                                   |
| 2                                                                 | DeAndre Yedlin                                                    |                                                                   |                                                                   | Seattle Sounders                                                  |                                                                   |                                                                   |                                                                   |                                                                   |
| 3                                                                 | Omar González                                                     |                                                                   |                                                                   | Los Angeles Galaxy                                                |                                                                   |                                                                   |                                                                   |                                                                   |
| 5                                                                 | Matt Besler                                                       |                                                                   |                                                                   | Sporting Kansas City                                              |                                                                   |                                                                   |                                                                   |                                                                   |
| 6                                                                 | John Anthony Brooks                                               |                                                                   |                                                                   | Hertha BSC                                                        |                                                                   |                                                                   |                                                                   |                                                                   |
| 20                                                                | Geoff Cameron                                                     |                                                                   |                                                                   | Stoke City                                                        |                                                                   |                                                                   |                                                                   |                                                                   |
| 21                                                                | Timothy Chandler                                                  |                                                                   |                                                                   | Eintracht Frankfurt                                               |                                                                   |                                                                   |                                                                   |                                                                   |
| 23                                                                | Fabian Johnson                                                    |                                                                   |                                                                   | Borussia M'gladbach                                               |                                                                   |                                                                   |                                                                   |                                                                   |
| Middenveld                                                        |                                                                   |                                                                   |                                                                   |                                                                   |                                                                   |                                                                   |                                                                   |                                                                   |
| 4                                                                 | Michael Bradley                                                   |                                                                   |                                                                   | Toronto FC                                                        |                                                                   |                                                                   |                                                                   |                                                                   |
| 7                                                                 | DaMarcus Beasley                                                  |                                                                   |                                                                   | Houston Dynamo                                                    |                                                                   |                                                                   |                                                                   |                                                                   |
| 8                                                                 | Clint Dempsey                                                     |                                                                   |                                                                   | Seattle Sounders                                                  |                                                                   |                                                                   |                                                                   |                                                                   |
| 10                                                                | Mix Diskerud                                                      |                                                                   |                                                                   | Rosenborg BK                                                      |                                                                   |                                                                   |                                                                   |                                                                   |
| 11                                                                | Alejandro Bedoya                                                  |                                                                   |                                                                   | FC Nantes                                                         |                                                                   |                                                                   |                                                                   |                                                                   |
| 13                                                                | Jermaine Jones                                                    |                                                                   |                                                                   | New England Revolution                                            |                                                                   |                                                                   |                                                                   |                                                                   |
| 14                                                                | Brad Davis                                                        |                                                                   |                                                                   | Houston Dynamo                                                    |                                                                   |                                                                   |                                                                   |                                                                   |
| 15                                                                | Kyle Beckerman                                                    |                                                                   |                                                                   | Real Salt Lake                                                    |                                                                   |                                                                   |                                                                   |                                                                   |
| 19                                                                | Graham Zusi                                                       |                                                                   |                                                                   | Sporting Kansas City                                              |                                                                   |                                                                   |                                                                   |                                                                   |
| Aanval                                                            |                                                                   |                                                                   |                                                                   |                                                                   |                                                                   |                                                                   |                                                                   |                                                                   |
| 9                                                                 | Aron Jóhannsson                                                   |                                                                   |                                                                   | AZ Alkmaar                                                        |                                                                   |                                                                   |                                                                   |                                                                   |
| 16                                                                | Julian Green                                                      |                                                                   |                                                                   | Bayern München                                                    |                                                                   |                                                                   |                                                                   |                                                                   |
| 17                                                                | Jozy Altidore                                                     |                                                                   |                                                                   | Sunderland                                                        |                                                                   |                                                                   |                                                                   |                                                                   |
| 18                                                                | Chris Wondolowski                                                 |                                                                   |                                                                   | San Jose Earthquakes                                              |                                                                   |                                                                   |                                                                   |                                                                   |
| Bondscoach: Jürgen Klinsmann                                      |                                                                   |                                                                   |                                                                   |                                                                   |                                                                   |                                                                   |                                                                   |                                                                   |

### FIFA Confederations Cup
| Selectie van de Verenigde Staten bij de FIFA Confederations Cup 1999 | Selectie van de Verenigde Staten bij de FIFA Confederations Cup 1999 | Selectie van de Verenigde Staten bij de FIFA Confederations Cup 1999 | Selectie van de Verenigde Staten bij de FIFA Confederations Cup 1999 | Selectie van de Verenigde Staten bij de FIFA Confederations Cup 1999 | Selectie van de Verenigde Staten bij de FIFA Confederations Cup 1999 | Selectie van de Verenigde Staten bij de FIFA Confederations Cup 1999 | Selectie van de Verenigde Staten bij de FIFA Confederations Cup 1999 | Selectie van de Verenigde Staten bij de FIFA Confederations Cup 1999 |
| №                                                                    | Naam                                                                 | Wed.                                                                 | Dlpnt.                                                               | Club                                                                 |                                                                      |                                                                      |                                                                      |                                                                      |
| -------------------------------------------------------------------- | -------------------------------------------------------------------- | -------------------------------------------------------------------- | -------------------------------------------------------------------- | -------------------------------------------------------------------- | -------------------------------------------------------------------- | -------------------------------------------------------------------- | -------------------------------------------------------------------- | -------------------------------------------------------------------- |
| Doel                                                                 |                                                                      |                                                                      |                                                                      |                                                                      |                                                                      |                                                                      |                                                                      |                                                                      |
| 1                                                                    | Brad Friedel                                                         |                                                                      |                                                                      | Liverpool                                                            |                                                                      |                                                                      |                                                                      |                                                                      |
| 18                                                                   | Kasey Keller                                                         |                                                                      |                                                                      | Rayo Vallecano                                                       |                                                                      |                                                                      |                                                                      |                                                                      |
| Verdediging                                                          |                                                                      |                                                                      |                                                                      |                                                                      |                                                                      |                                                                      |                                                                      |                                                                      |
| 3                                                                    | Gregg Berhalter                                                      |                                                                      |                                                                      | SC Cambuur                                                           |                                                                      |                                                                      |                                                                      |                                                                      |
| 4                                                                    | Robin Fraser                                                         |                                                                      |                                                                      | Los Angeles Galaxy                                                   |                                                                      |                                                                      |                                                                      |                                                                      |
| 5                                                                    | C.J. Brown                                                           |                                                                      |                                                                      | Chicago Fire                                                         |                                                                      |                                                                      |                                                                      |                                                                      |
| 12                                                                   | Jeff Agoos                                                           |                                                                      |                                                                      | DC United                                                            |                                                                      |                                                                      |                                                                      |                                                                      |
| 16                                                                   | Carlos Llamosa                                                       |                                                                      |                                                                      | DC United                                                            |                                                                      |                                                                      |                                                                      |                                                                      |
| 17                                                                   | Marcelo Balboa                                                       |                                                                      |                                                                      | Colorado Rapids                                                      |                                                                      |                                                                      |                                                                      |                                                                      |
| Middenveld                                                           |                                                                      |                                                                      |                                                                      |                                                                      |                                                                      |                                                                      |                                                                      |                                                                      |
| 2                                                                    | Frankie Hejduk                                                       |                                                                      |                                                                      | Bayer Leverkusen                                                     |                                                                      |                                                                      |                                                                      |                                                                      |
| 6                                                                    | John Harkes                                                          |                                                                      |                                                                      | New England Revolution                                               |                                                                      |                                                                      |                                                                      |                                                                      |
| 7                                                                    | Eddie Lewis                                                          |                                                                      |                                                                      | San Jose Clash                                                       |                                                                      |                                                                      |                                                                      |                                                                      |
| 8                                                                    | Earnie Stewart                                                       |                                                                      |                                                                      | NAC Breda                                                            |                                                                      |                                                                      |                                                                      |                                                                      |
| 11                                                                   | Paul Bravo                                                           |                                                                      |                                                                      | Colorado Rapids                                                      |                                                                      |                                                                      |                                                                      |                                                                      |
| 13                                                                   | Cobi Jones                                                           |                                                                      |                                                                      | Los Angeles Galaxy                                                   |                                                                      |                                                                      |                                                                      |                                                                      |
| 14                                                                   | Matt McKeon                                                          |                                                                      |                                                                      | Colorado Rapids                                                      |                                                                      |                                                                      |                                                                      |                                                                      |
| 15                                                                   | Richie Williams                                                      |                                                                      |                                                                      | DC United                                                            |                                                                      |                                                                      |                                                                      |                                                                      |
| 19                                                                   | Ben Olsen                                                            |                                                                      |                                                                      | DC United                                                            |                                                                      |                                                                      |                                                                      |                                                                      |
| Aanval                                                               |                                                                      |                                                                      |                                                                      |                                                                      |                                                                      |                                                                      |                                                                      |                                                                      |
| 9                                                                    | Joe-Max Moore                                                        |                                                                      |                                                                      | New England Revolution                                               |                                                                      |                                                                      |                                                                      |                                                                      |
| 10                                                                   | Jovan Kirovski                                                       |                                                                      |                                                                      | Borussia Dortmund                                                    |                                                                      |                                                                      |                                                                      |                                                                      |
| 20                                                                   | Brian McBride                                                        |                                                                      |                                                                      | Columbus Crew                                                        |                                                                      |                                                                      |                                                                      |                                                                      |
| Bondscoach: Bruce Arena                                              |                                                                      |                                                                      |                                                                      |                                                                      |                                                                      |                                                                      |                                                                      |                                                                      |

| Selectie van de Verenigde Staten bij de FIFA Confederations Cup 2003 | Selectie van de Verenigde Staten bij de FIFA Confederations Cup 2003 | Selectie van de Verenigde Staten bij de FIFA Confederations Cup 2003 | Selectie van de Verenigde Staten bij de FIFA Confederations Cup 2003 | Selectie van de Verenigde Staten bij de FIFA Confederations Cup 2003 | Selectie van de Verenigde Staten bij de FIFA Confederations Cup 2003 | Selectie van de Verenigde Staten bij de FIFA Confederations Cup 2003 | Selectie van de Verenigde Staten bij de FIFA Confederations Cup 2003 | Selectie van de Verenigde Staten bij de FIFA Confederations Cup 2003 |
| №                                                                    | Naam                                                                 | Wed.                                                                 | Dlpnt.                                                               | Club                                                                 |                                                                      |                                                                      |                                                                      |                                                                      |
| -------------------------------------------------------------------- | -------------------------------------------------------------------- | -------------------------------------------------------------------- | -------------------------------------------------------------------- | -------------------------------------------------------------------- | -------------------------------------------------------------------- | -------------------------------------------------------------------- | -------------------------------------------------------------------- | -------------------------------------------------------------------- |
| Doel                                                                 |                                                                      |                                                                      |                                                                      |                                                                      |                                                                      |                                                                      |                                                                      |                                                                      |
| 1                                                                    | Joe Cannon                                                           |                                                                      |                                                                      | RC Lens                                                              |                                                                      |                                                                      |                                                                      |                                                                      |
| 18                                                                   | Tim Howard                                                           |                                                                      |                                                                      | NY MetroStars                                                        |                                                                      |                                                                      |                                                                      |                                                                      |
| 19                                                                   | Marcus Hahnemann                                                     |                                                                      |                                                                      | Reading                                                              |                                                                      |                                                                      |                                                                      |                                                                      |
| Verdediging                                                          |                                                                      |                                                                      |                                                                      |                                                                      |                                                                      |                                                                      |                                                                      |                                                                      |
| 3                                                                    | Gregg Berhalter                                                      |                                                                      |                                                                      | Energie Cottbus                                                      |                                                                      |                                                                      |                                                                      |                                                                      |
| 4                                                                    | Pablo Mastroeni                                                      |                                                                      |                                                                      | Colorado Rapids                                                      |                                                                      |                                                                      |                                                                      |                                                                      |
| 5                                                                    | Greg Vanney                                                          |                                                                      |                                                                      | SC Bastia                                                            |                                                                      |                                                                      |                                                                      |                                                                      |
| 6                                                                    | Steven Cherundolo                                                    |                                                                      |                                                                      | Hannover 96                                                          |                                                                      |                                                                      |                                                                      |                                                                      |
| 12                                                                   | Carlos Bocanegra                                                     |                                                                      |                                                                      | Chicago Fire                                                         |                                                                      |                                                                      |                                                                      |                                                                      |
| 16                                                                   | Danny Califf                                                         |                                                                      |                                                                      | Los Angeles Galaxy                                                   |                                                                      |                                                                      |                                                                      |                                                                      |
| 23                                                                   | Cory Gibbs                                                           |                                                                      |                                                                      | FC St. Pauli                                                         |                                                                      |                                                                      |                                                                      |                                                                      |
| Middenveld                                                           |                                                                      |                                                                      |                                                                      |                                                                      |                                                                      |                                                                      |                                                                      |                                                                      |
| 2                                                                    | Frankie Hejduk                                                       |                                                                      |                                                                      | Columbus Crew                                                        |                                                                      |                                                                      |                                                                      |                                                                      |
| 7                                                                    | Eddie Lewis                                                          |                                                                      |                                                                      | Preston North End                                                    |                                                                      |                                                                      |                                                                      |                                                                      |
| 8                                                                    | Earnie Stewart                                                       |                                                                      |                                                                      | D.C. United                                                          |                                                                      |                                                                      |                                                                      |                                                                      |
| 10                                                                   | Landon Donovan                                                       |                                                                      |                                                                      | San Jose Earthquakes                                                 |                                                                      |                                                                      |                                                                      |                                                                      |
| 13                                                                   | Kyle Martino                                                         |                                                                      |                                                                      | Columbus Crew                                                        |                                                                      |                                                                      |                                                                      |                                                                      |
| 14                                                                   | Chris Armas                                                          |                                                                      |                                                                      | Chicago Fire                                                         |                                                                      |                                                                      |                                                                      |                                                                      |
| 15                                                                   | Bobby Convey                                                         |                                                                      |                                                                      | D.C. United                                                          |                                                                      |                                                                      |                                                                      |                                                                      |
| 17                                                                   | DaMarcus Beasley                                                     |                                                                      |                                                                      | Chicago Fire                                                         |                                                                      |                                                                      |                                                                      |                                                                      |
| 22                                                                   | Chris Klein                                                          |                                                                      |                                                                      | Kansas City Wizards                                                  |                                                                      |                                                                      |                                                                      |                                                                      |
| Aanval                                                               |                                                                      |                                                                      |                                                                      |                                                                      |                                                                      |                                                                      |                                                                      |                                                                      |
| 9                                                                    | Jovan Kirovski                                                       |                                                                      |                                                                      | Birmingham City                                                      |                                                                      |                                                                      |                                                                      |                                                                      |
| 11                                                                   | Clint Mathis                                                         |                                                                      |                                                                      | NY MetroStars                                                        |                                                                      |                                                                      |                                                                      |                                                                      |
| 20                                                                   | Taylor Twellman                                                      |                                                                      |                                                                      | New England Revolution                                               |                                                                      |                                                                      |                                                                      |                                                                      |
| 21                                                                   | Jeff Cunningham                                                      |                                                                      |                                                                      | Columbus Crew                                                        |                                                                      |                                                                      |                                                                      |                                                                      |
| Bondscoach: Bruce Arena                                              |                                                                      |                                                                      |                                                                      |                                                                      |                                                                      |                                                                      |                                                                      |                                                                      |

| Selectie van de Verenigde Staten bij de FIFA Confederations Cup 2009 | Selectie van de Verenigde Staten bij de FIFA Confederations Cup 2009 | Selectie van de Verenigde Staten bij de FIFA Confederations Cup 2009 | Selectie van de Verenigde Staten bij de FIFA Confederations Cup 2009 | Selectie van de Verenigde Staten bij de FIFA Confederations Cup 2009 | Selectie van de Verenigde Staten bij de FIFA Confederations Cup 2009 | Selectie van de Verenigde Staten bij de FIFA Confederations Cup 2009 | Selectie van de Verenigde Staten bij de FIFA Confederations Cup 2009 | Selectie van de Verenigde Staten bij de FIFA Confederations Cup 2009 |
| №                                                                    | Naam                                                                 | Wed.                                                                 | Dlpnt.                                                               | Club                                                                 |                                                                      |                                                                      |                                                                      |                                                                      |
| -------------------------------------------------------------------- | -------------------------------------------------------------------- | -------------------------------------------------------------------- | -------------------------------------------------------------------- | -------------------------------------------------------------------- | -------------------------------------------------------------------- | -------------------------------------------------------------------- | -------------------------------------------------------------------- | -------------------------------------------------------------------- |
| Doel                                                                 |                                                                      |                                                                      |                                                                      |                                                                      |                                                                      |                                                                      |                                                                      |                                                                      |
| 1                                                                    | Tim Howard                                                           |                                                                      |                                                                      | Everton                                                              |                                                                      |                                                                      |                                                                      |                                                                      |
| 18                                                                   | Brad Guzan                                                           |                                                                      |                                                                      | Aston Villa                                                          |                                                                      |                                                                      |                                                                      |                                                                      |
| 23                                                                   | Luis Robles                                                          |                                                                      |                                                                      | 1. FC Kaiserslautern                                                 |                                                                      |                                                                      |                                                                      |                                                                      |
| Verdediging                                                          |                                                                      |                                                                      |                                                                      |                                                                      |                                                                      |                                                                      |                                                                      |                                                                      |
| 2                                                                    | Jonathan Bornstein                                                   |                                                                      |                                                                      | Chivas USA                                                           |                                                                      |                                                                      |                                                                      |                                                                      |
| 3                                                                    | Carlos Bocanegra                                                     |                                                                      |                                                                      | Stade Rennes                                                         |                                                                      |                                                                      |                                                                      |                                                                      |
| 5                                                                    | Oguchi Onyewu                                                        |                                                                      |                                                                      | Standard Luik                                                        |                                                                      |                                                                      |                                                                      |                                                                      |
| 6                                                                    | Heath Pearce                                                         |                                                                      |                                                                      | Hansa Rostock                                                        |                                                                      |                                                                      |                                                                      |                                                                      |
| 11                                                                   | Marvell Wynne                                                        |                                                                      |                                                                      | Toronto FC                                                           |                                                                      |                                                                      |                                                                      |                                                                      |
| 14                                                                   | Danny Califf                                                         |                                                                      |                                                                      | FC Midtjylland                                                       |                                                                      |                                                                      |                                                                      |                                                                      |
| 15                                                                   | Jay DeMerit                                                          |                                                                      |                                                                      | Watford                                                              |                                                                      |                                                                      |                                                                      |                                                                      |
| 21                                                                   | Jonathan Spector                                                     |                                                                      |                                                                      | West Ham United                                                      |                                                                      |                                                                      |                                                                      |                                                                      |
| Middenveld                                                           |                                                                      |                                                                      |                                                                      |                                                                      |                                                                      |                                                                      |                                                                      |                                                                      |
| 7                                                                    | DaMarcus Beasley                                                     |                                                                      |                                                                      | Rangers FC                                                           |                                                                      |                                                                      |                                                                      |                                                                      |
| 8                                                                    | Clint Dempsey                                                        |                                                                      |                                                                      | Fulham                                                               |                                                                      |                                                                      |                                                                      |                                                                      |
| 10                                                                   | Landon Donovan                                                       |                                                                      |                                                                      | Los Angeles Galaxy                                                   |                                                                      |                                                                      |                                                                      |                                                                      |
| 12                                                                   | Michael Bradley                                                      |                                                                      |                                                                      | Borussia M'gladbach                                                  |                                                                      |                                                                      |                                                                      |                                                                      |
| 13                                                                   | Ricardo Clark                                                        |                                                                      |                                                                      | Houston Dynamo                                                       |                                                                      |                                                                      |                                                                      |                                                                      |
| 16                                                                   | Sacha Kljestan                                                       |                                                                      |                                                                      | Chivas USA                                                           |                                                                      |                                                                      |                                                                      |                                                                      |
| 20                                                                   | José Francisco Torres                                                |                                                                      |                                                                      | CF Pachuca                                                           |                                                                      |                                                                      |                                                                      |                                                                      |
| 22                                                                   | Benny Feilhaber                                                      |                                                                      |                                                                      | Aarhus GF                                                            |                                                                      |                                                                      |                                                                      |                                                                      |
| Aanval                                                               |                                                                      |                                                                      |                                                                      |                                                                      |                                                                      |                                                                      |                                                                      |                                                                      |
| 4                                                                    | Conor Casey                                                          |                                                                      |                                                                      | Colorado Rapids                                                      |                                                                      |                                                                      |                                                                      |                                                                      |
| 9                                                                    | Charlie Davies                                                       |                                                                      |                                                                      | Hammarby IF                                                          |                                                                      |                                                                      |                                                                      |                                                                      |
| 17                                                                   | Jozy Altidore                                                        |                                                                      |                                                                      | Xerez CD                                                             |                                                                      |                                                                      |                                                                      |                                                                      |
| 19                                                                   | Freddy Adu                                                           |                                                                      |                                                                      | AS Monaco                                                            |                                                                      |                                                                      |                                                                      |                                                                      |
| Bondscoach: Bob Bradley                                              |                                                                      |                                                                      |                                                                      |                                                                      |                                                                      |                                                                      |                                                                      |                                                                      |

### CONCACAF Gold Cup
| Selectie van de Verenigde Staten bij de CONCACAF Gold Cup 2000 | Selectie van de Verenigde Staten bij de CONCACAF Gold Cup 2000 | Selectie van de Verenigde Staten bij de CONCACAF Gold Cup 2000 | Selectie van de Verenigde Staten bij de CONCACAF Gold Cup 2000 | Selectie van de Verenigde Staten bij de CONCACAF Gold Cup 2000 | Selectie van de Verenigde Staten bij de CONCACAF Gold Cup 2000 | Selectie van de Verenigde Staten bij de CONCACAF Gold Cup 2000 | Selectie van de Verenigde Staten bij de CONCACAF Gold Cup 2000 | Selectie van de Verenigde Staten bij de CONCACAF Gold Cup 2000 |
| №                                                              | Naam                                                           | Wed.                                                           | Dlpnt.                                                         | Club                                                           |                                                                |                                                                |                                                                |                                                                |
| -------------------------------------------------------------- | -------------------------------------------------------------- | -------------------------------------------------------------- | -------------------------------------------------------------- | -------------------------------------------------------------- | -------------------------------------------------------------- | -------------------------------------------------------------- | -------------------------------------------------------------- | -------------------------------------------------------------- |
| Doel                                                           |                                                                |                                                                |                                                                |                                                                |                                                                |                                                                |                                                                |                                                                |
| 1                                                              | Brad Friedel                                                   |                                                                |                                                                | Liverpool                                                      |                                                                |                                                                |                                                                |                                                                |
| 18                                                             | Tony Meola                                                     |                                                                |                                                                | Kansas City Wizards                                            |                                                                |                                                                |                                                                |                                                                |
| Verdediging                                                    |                                                                |                                                                |                                                                |                                                                |                                                                |                                                                |                                                                |                                                                |
| 3                                                              | Greg Vanney                                                    |                                                                |                                                                | Los Angeles Galaxy                                             |                                                                |                                                                |                                                                |                                                                |
| 4                                                              | Robin Fraser                                                   |                                                                |                                                                | Los Angeles Galaxy                                             |                                                                |                                                                |                                                                |                                                                |
| 5                                                              | C.J. Brown                                                     |                                                                |                                                                | Chicago Fire                                                   |                                                                |                                                                |                                                                |                                                                |
| 12                                                             | Jeff Agoos                                                     |                                                                |                                                                | DC United                                                      |                                                                |                                                                |                                                                |                                                                |
| 16                                                             | Carlos Llamosa                                                 |                                                                |                                                                | DC United                                                      |                                                                |                                                                |                                                                |                                                                |
| 23                                                             | Eddie Pope                                                     |                                                                |                                                                | DC United                                                      |                                                                |                                                                |                                                                |                                                                |
| Middenveld                                                     |                                                                |                                                                |                                                                |                                                                |                                                                |                                                                |                                                                |                                                                |
| 7                                                              | Eddie Lewis                                                    |                                                                |                                                                | Fulham                                                         |                                                                |                                                                |                                                                |                                                                |
| 10                                                             | Claudio Reyna                                                  |                                                                |                                                                | Rangers                                                        |                                                                |                                                                |                                                                |                                                                |
| 13                                                             | Cobi Jones                                                     |                                                                |                                                                | Los Angeles Galaxy                                             |                                                                |                                                                |                                                                |                                                                |
| 14                                                             | Chris Armas                                                    |                                                                |                                                                | Chicago Fire                                                   |                                                                |                                                                |                                                                |                                                                |
| 19                                                             | Ben Olsen                                                      |                                                                |                                                                | DC United                                                      |                                                                |                                                                |                                                                |                                                                |
| 21                                                             | Richie Williams                                                |                                                                |                                                                | DC United                                                      |                                                                |                                                                |                                                                |                                                                |
| Aanval                                                         |                                                                |                                                                |                                                                |                                                                |                                                                |                                                                |                                                                |                                                                |
| 9                                                              | Jovan Kirovski                                                 |                                                                |                                                                | Borussia Dortmund                                              |                                                                |                                                                |                                                                |                                                                |
| 11                                                             | Eric Wynalda                                                   |                                                                |                                                                | Miami Fusion                                                   |                                                                |                                                                |                                                                |                                                                |
| 20                                                             | Brian McBride                                                  |                                                                |                                                                | Columbus Crew                                                  |                                                                |                                                                |                                                                |                                                                |
| 22                                                             | Ante Razov                                                     |                                                                |                                                                | Chicago Fire                                                   |                                                                |                                                                |                                                                |                                                                |
| Bondscoach: Bruce Arena                                        |                                                                |                                                                |                                                                |                                                                |                                                                |                                                                |                                                                |                                                                |

### Copa América
| Selectie van de Verenigde Staten bij de Copa América 1993 | Selectie van de Verenigde Staten bij de Copa América 1993 | Selectie van de Verenigde Staten bij de Copa América 1993 | Selectie van de Verenigde Staten bij de Copa América 1993 | Selectie van de Verenigde Staten bij de Copa América 1993 | Selectie van de Verenigde Staten bij de Copa América 1993 | Selectie van de Verenigde Staten bij de Copa América 1993 | Selectie van de Verenigde Staten bij de Copa América 1993 | Selectie van de Verenigde Staten bij de Copa América 1993 |
| №                                                         | Naam                                                      | Wed.                                                      | Dlpnt.                                                    | Club                                                      |                                                           |                                                           |                                                           |                                                           |
| --------------------------------------------------------- | --------------------------------------------------------- | --------------------------------------------------------- | --------------------------------------------------------- | --------------------------------------------------------- | --------------------------------------------------------- | --------------------------------------------------------- | --------------------------------------------------------- | --------------------------------------------------------- |
| Doel                                                      |                                                           |                                                           |                                                           |                                                           |                                                           |                                                           |                                                           |                                                           |
| 1                                                         | Tony Meola                                                |                                                           |                                                           |                                                           |                                                           |                                                           |                                                           |                                                           |
| 18                                                        | Brad Friedel                                              |                                                           |                                                           |                                                           |                                                           |                                                           |                                                           |                                                           |
| Verdediging                                               |                                                           |                                                           |                                                           |                                                           |                                                           |                                                           |                                                           |                                                           |
| 2                                                         | Mike Lapper                                               |                                                           |                                                           |                                                           |                                                           |                                                           |                                                           |                                                           |
| 5                                                         | Cle Kooiman                                               |                                                           |                                                           | Cruz Azul                                                 |                                                           |                                                           |                                                           |                                                           |
| 12                                                        | Jeff Agoos                                                |                                                           |                                                           |                                                           |                                                           |                                                           |                                                           |                                                           |
| 15                                                        | Desmond Armstrong                                         |                                                           |                                                           |                                                           |                                                           |                                                           |                                                           |                                                           |
| 20                                                        | Paul Caligiuri                                            |                                                           |                                                           | SC Freiburg                                               |                                                           |                                                           |                                                           |                                                           |
| 21                                                        | Fernando Clavijo                                          |                                                           |                                                           |                                                           |                                                           |                                                           |                                                           |                                                           |
| 22                                                        | Alexi Lalas                                               |                                                           |                                                           |                                                           |                                                           |                                                           |                                                           |                                                           |
| Middenveld                                                |                                                           |                                                           |                                                           |                                                           |                                                           |                                                           |                                                           |                                                           |
| 3                                                         | John Doyle                                                |                                                           |                                                           |                                                           |                                                           |                                                           |                                                           |                                                           |
| 7                                                         | Peter Woodring                                            |                                                           |                                                           | Hamburger SV                                              |                                                           |                                                           |                                                           |                                                           |
| 8                                                         | Dominic Kinnear                                           |                                                           |                                                           | Bay Blackhawks                                            |                                                           |                                                           |                                                           |                                                           |
| 9                                                         | Tab Ramos                                                 |                                                           |                                                           | Real Betis                                                |                                                           |                                                           |                                                           |                                                           |
| 13                                                        | Cobi Jones                                                |                                                           |                                                           |                                                           |                                                           |                                                           |                                                           |                                                           |
| 16                                                        | Mike Sorber                                               |                                                           |                                                           |                                                           |                                                           |                                                           |                                                           |                                                           |
| 17                                                        | Mark Chung                                                |                                                           |                                                           |                                                           |                                                           |                                                           |                                                           |                                                           |
| 19                                                        | Chris Henderson                                           |                                                           |                                                           |                                                           |                                                           |                                                           |                                                           |                                                           |
| Aanval                                                    |                                                           |                                                           |                                                           |                                                           |                                                           |                                                           |                                                           |                                                           |
| 4                                                         | Bruce Murray                                              |                                                           |                                                           |                                                           |                                                           |                                                           |                                                           |                                                           |
| 10                                                        | Peter Vermes                                              |                                                           |                                                           | UE Figueres                                               |                                                           |                                                           |                                                           |                                                           |
| 11                                                        | Jean Harbor                                               |                                                           |                                                           | Tampa Bay Rowdies                                         |                                                           |                                                           |                                                           |                                                           |
| 14                                                        | Joe-Max Moore                                             |                                                           |                                                           |                                                           |                                                           |                                                           |                                                           |                                                           |
| Bondscoach: Bora Milutinović                              |                                                           |                                                           |                                                           |                                                           |                                                           |                                                           |                                                           |                                                           |

| Selectie van de Verenigde Staten bij de Copa América 2007 | Selectie van de Verenigde Staten bij de Copa América 2007 | Selectie van de Verenigde Staten bij de Copa América 2007 | Selectie van de Verenigde Staten bij de Copa América 2007 | Selectie van de Verenigde Staten bij de Copa América 2007 | Selectie van de Verenigde Staten bij de Copa América 2007 | Selectie van de Verenigde Staten bij de Copa América 2007 | Selectie van de Verenigde Staten bij de Copa América 2007 | Selectie van de Verenigde Staten bij de Copa América 2007 |
| №                                                         | Naam                                                      | Wed.                                                      | Dlpnt.                                                    | Club                                                      |                                                           |                                                           |                                                           |                                                           |
| --------------------------------------------------------- | --------------------------------------------------------- | --------------------------------------------------------- | --------------------------------------------------------- | --------------------------------------------------------- | --------------------------------------------------------- | --------------------------------------------------------- | --------------------------------------------------------- | --------------------------------------------------------- |
| Doel                                                      |                                                           |                                                           |                                                           |                                                           |                                                           |                                                           |                                                           |                                                           |
| 18                                                        | Kasey Keller                                              |                                                           |                                                           | Clubloos                                                  |                                                           |                                                           |                                                           |                                                           |
| 23                                                        | Brad Guzan                                                |                                                           |                                                           | Chivas USA                                                |                                                           |                                                           |                                                           |                                                           |
| Verdediging                                               |                                                           |                                                           |                                                           |                                                           |                                                           |                                                           |                                                           |                                                           |
| 2                                                         | Marvell Wynne                                             |                                                           |                                                           | Toronto FC                                                |                                                           |                                                           |                                                           |                                                           |
| 3                                                         | Jay DeMerit                                               |                                                           |                                                           | Watford                                                   |                                                           |                                                           |                                                           |                                                           |
| 4                                                         | Bobby Boswell                                             |                                                           |                                                           | DC United                                                 |                                                           |                                                           |                                                           |                                                           |
| 6                                                         | Heath Pearce                                              |                                                           |                                                           | Hansa Rostock                                             |                                                           |                                                           |                                                           |                                                           |
| 7                                                         | Danny Califf                                              |                                                           |                                                           | Aalborg BK                                                |                                                           |                                                           |                                                           |                                                           |
| 12                                                        | Jimmy Conrad                                              |                                                           |                                                           | Kansas City Wizards                                       |                                                           |                                                           |                                                           |                                                           |
| 15                                                        | Drew Moor                                                 |                                                           |                                                           | FC Dallas                                                 |                                                           |                                                           |                                                           |                                                           |
| Middenveld                                                |                                                           |                                                           |                                                           |                                                           |                                                           |                                                           |                                                           |                                                           |
| 5                                                         | Benny Feilhaber                                           |                                                           |                                                           | Hamburger SV                                              |                                                           |                                                           |                                                           |                                                           |
| 11                                                        | Eddie Gaven                                               |                                                           |                                                           | Columbus Crew                                             |                                                           |                                                           |                                                           |                                                           |
| 13                                                        | Jonathan Bornstein                                        |                                                           |                                                           | Chivas USA                                                |                                                           |                                                           |                                                           |                                                           |
| 14                                                        | Ben Olsen                                                 |                                                           |                                                           | DC United                                                 |                                                           |                                                           |                                                           |                                                           |
| 16                                                        | Sacha Kljestan                                            |                                                           |                                                           | Chivas USA                                                |                                                           |                                                           |                                                           |                                                           |
| 17                                                        | Kyle Beckerman                                            |                                                           |                                                           | Colorado Rapids                                           |                                                           |                                                           |                                                           |                                                           |
| 19                                                        | Ricardo Clark                                             |                                                           |                                                           | Houston Dynamo                                            |                                                           |                                                           |                                                           |                                                           |
| 21                                                        | Justin Mapp                                               |                                                           |                                                           | Chicago Fire                                              |                                                           |                                                           |                                                           |                                                           |
| 25                                                        | Lee Nguyen                                                |                                                           |                                                           | Jong PSV                                                  |                                                           |                                                           |                                                           |                                                           |
| Aanval                                                    |                                                           |                                                           |                                                           |                                                           |                                                           |                                                           |                                                           |                                                           |
| 8                                                         | Hérculez Gómez                                            |                                                           |                                                           | Colorado Rapids                                           |                                                           |                                                           |                                                           |                                                           |
| 9                                                         | Eddie Johnson                                             |                                                           |                                                           | Kansas City Wizards                                       |                                                           |                                                           |                                                           |                                                           |
| 10                                                        | Charlie Davies                                            |                                                           |                                                           | Hammarby IF                                               |                                                           |                                                           |                                                           |                                                           |
| 20                                                        | Taylor Twellman                                           |                                                           |                                                           | New England Revolution                                    |                                                           |                                                           |                                                           |                                                           |
| Bondscoach: Bob Bradley                                   |                                                           |                                                           |                                                           |                                                           |                                                           |                                                           |                                                           |                                                           |

USSF · A-internationals · Selecties · Bondscoaches · Amerikaans vrouwenelftal · Olympisch elftal · USA -21 · USA -20 · USA -19 · USA -18 · USA -17
1885 – 1919 · 
1920 – 1929 · 
1930 – 1939 · 
1940 – 1949 · 
1950 – 1959 · 
1960 – 1969 · 
1970 – 1979 · 
1980 – 1989 · 
1990 – 1999 · 
2000 – 2009 · 
2010 – 2019 ·
2020 − 2029
CA 1993 · 
CA 1995 · 
CA 2007 · 
CA 2016
CC 1992 · 
CC 1999 · 
CC 2003 · 
CC 2009
WK 1930 · 
WK 1934 · 
WK 1950 · 
WK 1990 · 
WK 1994 · 
WK 1998 · 
WK 2002 · 
WK 2006 · 
WK 2010 · 
WK 2014
OS 1904 · 
OS 1924 · 
OS 1928 · 
OS 1936 · 
OS 1948 · 
OS 1952 · 
OS 1956 · 
OS 1972 · 
OS 1984 · 
OS 1988 · 
OS 1992 · 
OS 1996 · 
OS 2000 · 
OS 2008
Algerije ·
Antigua en Barbuda ·
Argentinië ·
Armenië ·
Australië ·
Azerbeidzjan ·
Barbados ·
België ·
Belize ·
Bermuda ·
Bolivia ·
Bosnië en Herzegovina ·
Brazilië ·
Canada ·
Chili ·
China ·
Colombia ·
Costa Rica ·
Cuba ·
Curaçao ·
Denemarken ·
DDR ·
Duitsland ·
Ecuador ·
Egypte ·
El Salvador ·
Engeland ·
Estland ·
Finland ·
Frankrijk ·
Ghana ·
GOS ·
Grenada ·
Griekenland ·
Guatemala ·
Guyana ·
Haïti ·
Honduras ·
Hongarije ·
Ierland ·
IJsland ·
Iran ·
Israël ·
Italië ·
Ivoorkust ·
Jamaica ·
Japan ·
Joegoslavië ·
Kaaimaneilanden ·
Kameroen ·
Koeweit ·
Letland ·
Liechtenstein ·
Luxemburg ·
Malta ·
Marokko ·
Martinique ·
Mexico ·
Moldavië ·
Nederland ·
Nederlandse Antillen ·
Nicaragua ·
Nieuw-Zeeland ·
Nigeria ·
Noord-Ierland ·
Noord-Korea ·
Noord-Macedonië ·
Noorwegen ·
Oekraïne ·
Oezbekistan ·
Oman ·
Oostenrijk ·
Panama ·
Paraguay ·
Peru ·
Polen ·
Portugal ·
Puerto Rico ·
Qatar ·
Roemenië ·
Rusland ·
Saint Kitts en Nevis ·
Saint Vincent en de Grenadines ·
Saoedi-Arabië ·
Schotland ·
Servië ·
Slovenië ·
Slowakije ·
Sovjet-Unie ·
Spanje ·
Thailand ·
Trinidad en Tobago ·
Tsjechië ·
Tsjecho-Slowakije ·
Tunesië ·
Turkije ·
Uruguay ·
Venezuela ·
Wales ·
Zuid-Afrika ·
Zuid-Korea ·
Zweden ·
Zwitserland
Algerije (2010) ·
België (2014) ·
Brazilië (2009, 2) ·
Duitsland (2014) ·
Engeland (2010) ·
Ghana (2006) · 
Ghana (2014) · 
Italië (2006) · 
Nederland (2022) ·
Portugal (2014) ·
Slovenië (2010) ·
Tsjechië (2006)